# 市営基町高層アパート
市営基町高層アパート（しえいもとまちこうそうアパート）は、広島県広島市中区基町にある大規模集合住宅・住宅団地である。基町不良住宅街（原爆スラム）解消を目的に造成された。本項では、同様の目的で同時に計画され、同様の構造を持つ、県営長寿園高層アパート、高層アパート建設以前に建てられた基町の中層アパート群についても合わせて扱う。
独特な構造や規模などより、現代建築としても評価され、建築の教科書にも掲載されている。2013年（平成25年）度のDOCOMOMO JAPAN選定 日本におけるモダン・ムーブメントの建築に選出された。

## 建設前
江戸時代は、現在の旧太田川まで広島城の外堀内だった。1887年（明治20年）に、『広島開墾の地』を意味する基町の地名が付いた。第二次世界大戦まで広島は軍都で、1945年（昭和20年）の広島市への原子爆弾投下時点で、広島市には第5師団が置かれ、西部総軍司令部、歩兵・輜重・砲兵部隊、陸軍病院、幼年学校などが設けられ、基町高層アパートがあるあたりには第二次世界大戦当時、広島陸軍病院が置かれていた。それらの施設は、原爆投下により壊滅した。

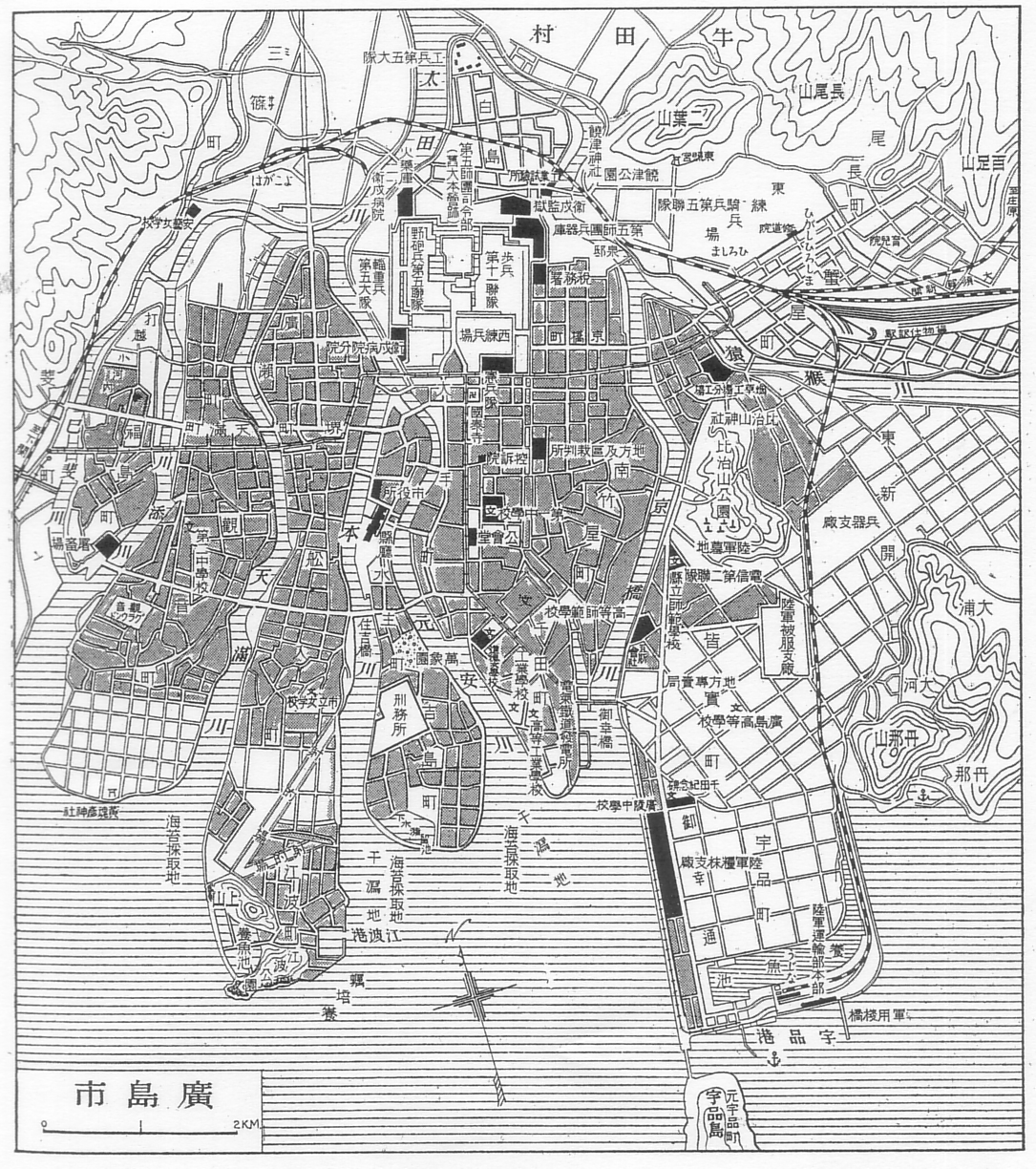
1930年（昭和5年）頃の広島
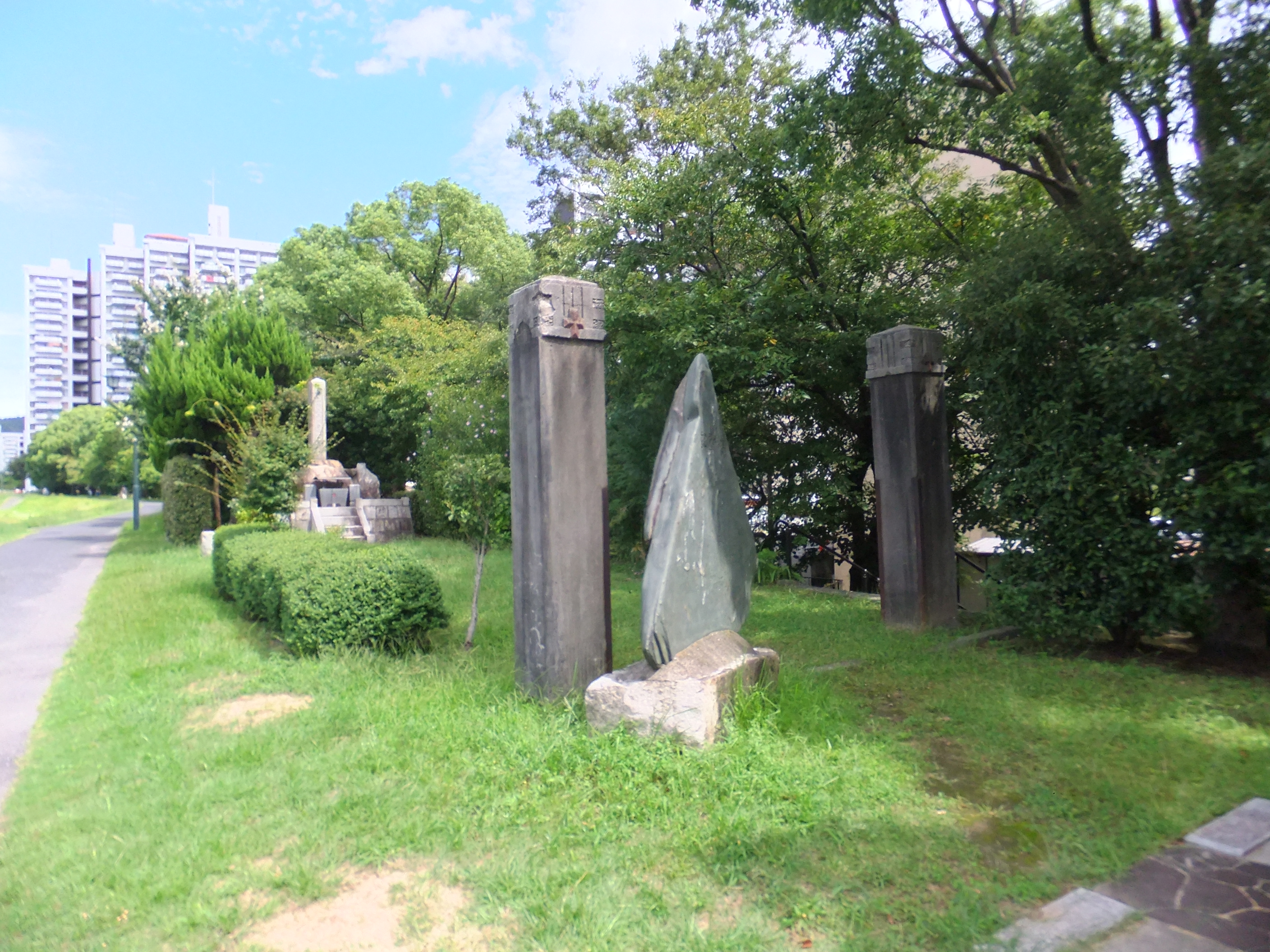
広島第二陸軍病院跡石碑

1946年（昭和21年）の都市計画で、当地を含めた基町の西半分を「中央公園予定地」とすることを決定。また、1951年（昭和26年）の丹下健三による広島平和記念公園構想案では、現在の広島市中央公園や当アパートのあたりを含め、平和公園として構想されていた。
そのため旧軍用地は、1949年（昭和24年）の広島平和記念都市建設法成立により、正式に都市整備に利用できるようになった。
しかし現実は、第二次世界大戦終戦後の1946年（昭和21年）6月より、広島市の緊急住宅対策として「十軒長屋」と呼ばれる住宅を建設。広島市・広島県を合わせて、1815軒の住宅を建築した。また、1947年（昭和22年）頃より、基町地区にバラックの不法住宅が建ち始めた。当初は、被爆前から住んでいた住民のみだったが、他地区の再開発などによる立ち退きで基町周辺に集結し、1960年（昭和35年）頃には900軒の不法建築が建っていた。
そのような経緯で原爆スラムと呼ばれる住宅密集地、基町不良住宅街が誕生。多くの火災が発生し、路地が細くて消防車が入りにくいことにより、大火事に発展しやすい地域になった。
とくに1967年（昭和42年）7月27日に発生した火災の被害は大きく、焼失家屋93戸・焼失面積4,085m2に及ぶ火災になり、その火災では道具を取りに戻った1人の老女が焼死した。
最終的に、1961年（昭和36年）から1976年（昭和51年）までに、計14回の火災が起き、403戸が焼失した。
1955年（昭和30年）の広島市長選で、中央公園に住宅を建てる公約で渡辺忠雄が当選。1956年（昭和31年）11月に、公園予定地の一部を公営住宅用地として用途変更し、中層住宅を1,894戸建設する計画を決定。実際に、1955年（昭和30年）頃から1968年（昭和43年）までに、県と市が中層アパートを930戸（市17棟（630戸）・県13棟（300戸））供給したが、まだ地域内には約2,600戸の不良住宅があり、住宅不足の解消には至らなかった。1967年（昭和42年）の火災当時、原爆スラムの扱いについても、県が住宅地区改良法による解消を目指すのに対し、市は特別立法による解消を目指し、方向性の食い違いにより進展していなかった。

## アパートの建設
県と市の足並みがそろわずなかなか計画が進まなかったが、ようやく1968年（昭和43年）5月に『基町地区再開発促進協議会』を設置。翌1969年（昭和44年）3月に、基町地区の約33,600m2が住宅改良地区として国の指定を受け、3月20日に必要な入札が行われ、翌4月より着工した。
不良住宅の一掃に加え、広島市中央公園や護岸緑地の整備など、日本初の大規模高層高密度再開発になった。
- 赤枠は基町高層アパート
桃枠は基町中層アパート
黄枠は県営長寿園高層アパート
青枠は公団・公社
建設途中のため原爆スラムが残っている
1974年。国土交通省 国土地理院 地図・空中写真閲覧サービスの空中写真を基に作成
- 枠色は同様
原爆スラムは消滅した
1988年。国土交通省 国土地理院 地図・空中写真閲覧サービスの空中写真を基に作成

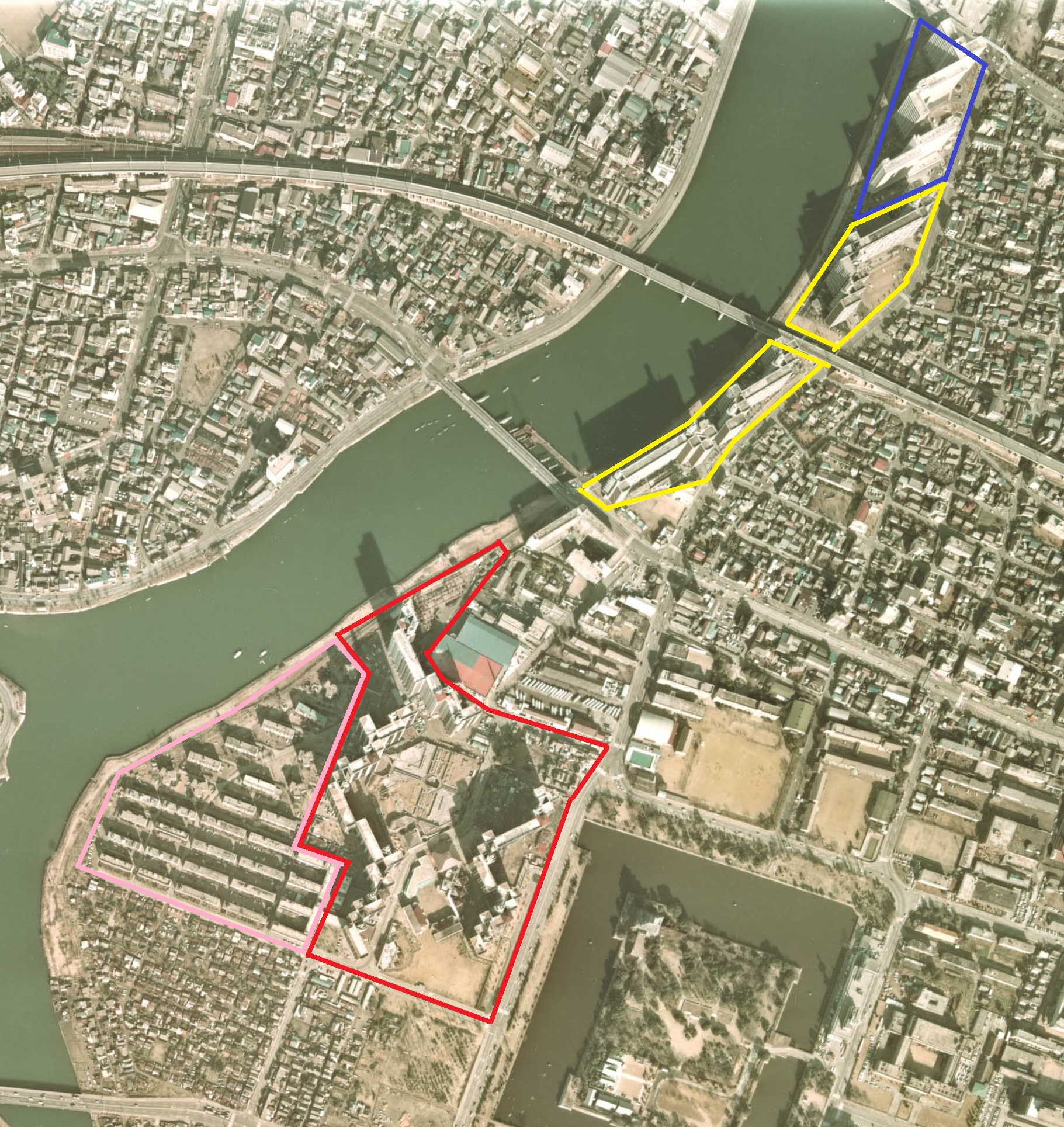
赤枠は基町高層アパート 桃枠は基町中層アパート 黄枠は県営長寿園高層アパート 青枠は公団・公社 建設途中のため原爆スラムが残っている 1974年。
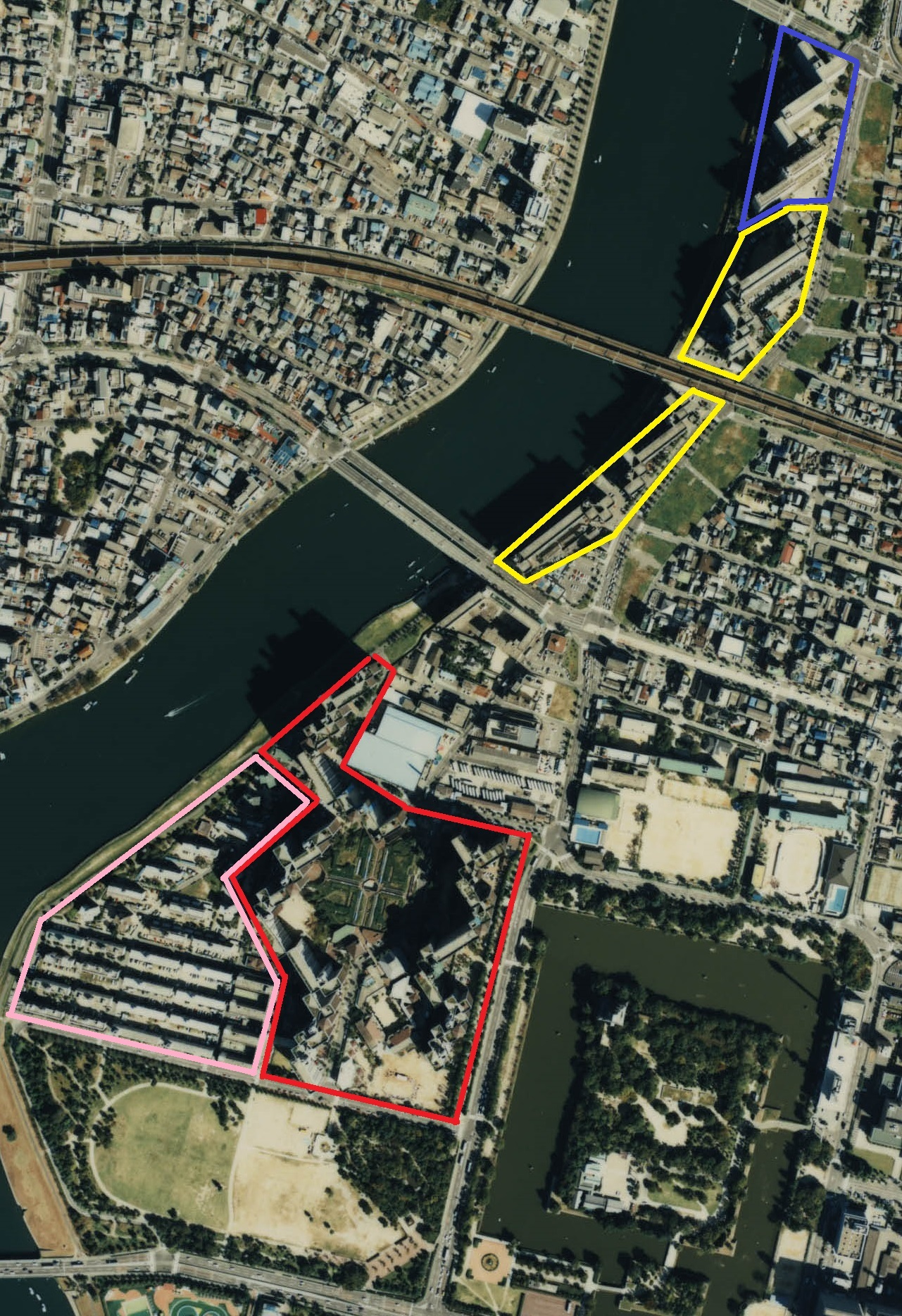
枠色は同様 原爆スラムは消滅した 1988年。

建設に伴い、団地内の車両通過を避けるために、アパート東側に主要道路の付け替えも行われ、1969年（昭和44年）に住民移転が真っ先に行われた。1971年（昭和46年）には、広島市立基町小学校および広島市立中央図書館予定地の住民移転。1973年（昭和48年）には、広島バスセンターのバス進入路予定地の住民移転。1975年（昭和50年）には、ひろしま美術館予定地の住民移転が重点的に行われた。
再開発前、区域内には361店舗の商店が営業していたが、270店舗は基町地区および長寿園地区に設けた商業区域に移転。鉄工所・廃品回収業・板金業・養鶏場といった再開発区域での営業が不適切とされた業種については、1977年（昭和52年）までに他地区への移転、もしくは他業種への転換を完了した。建設途中、高層アパートができるまで、仮設の住宅や店舗に移転した例もあった。
また、1974年（昭和49年）6月には、基町内の戦災・引き揚げ者住宅も消滅した。
1978年（昭和53年）3月に、2,600戸の不良住宅の除却を完了。広島市が1,800戸、広島県が800戸の不良住宅を除却した。同年7月までの工事で、計2,964戸が完成。高層アパート建設で空いた土地を広島市中央公園として整備。同年10月に事業完成式典を行い、基町の再開発は完了した。完成までに10年の歳月と、建物撤去などの費用などを含め約260億円の費用を掛けた。
これらの事業は、強制執行を行うことなく達成した。
その後、1979年（昭和54年）よりスラム後の護岸整備を行い、1983年（昭和58年）に太田川基町護岸が完成した。

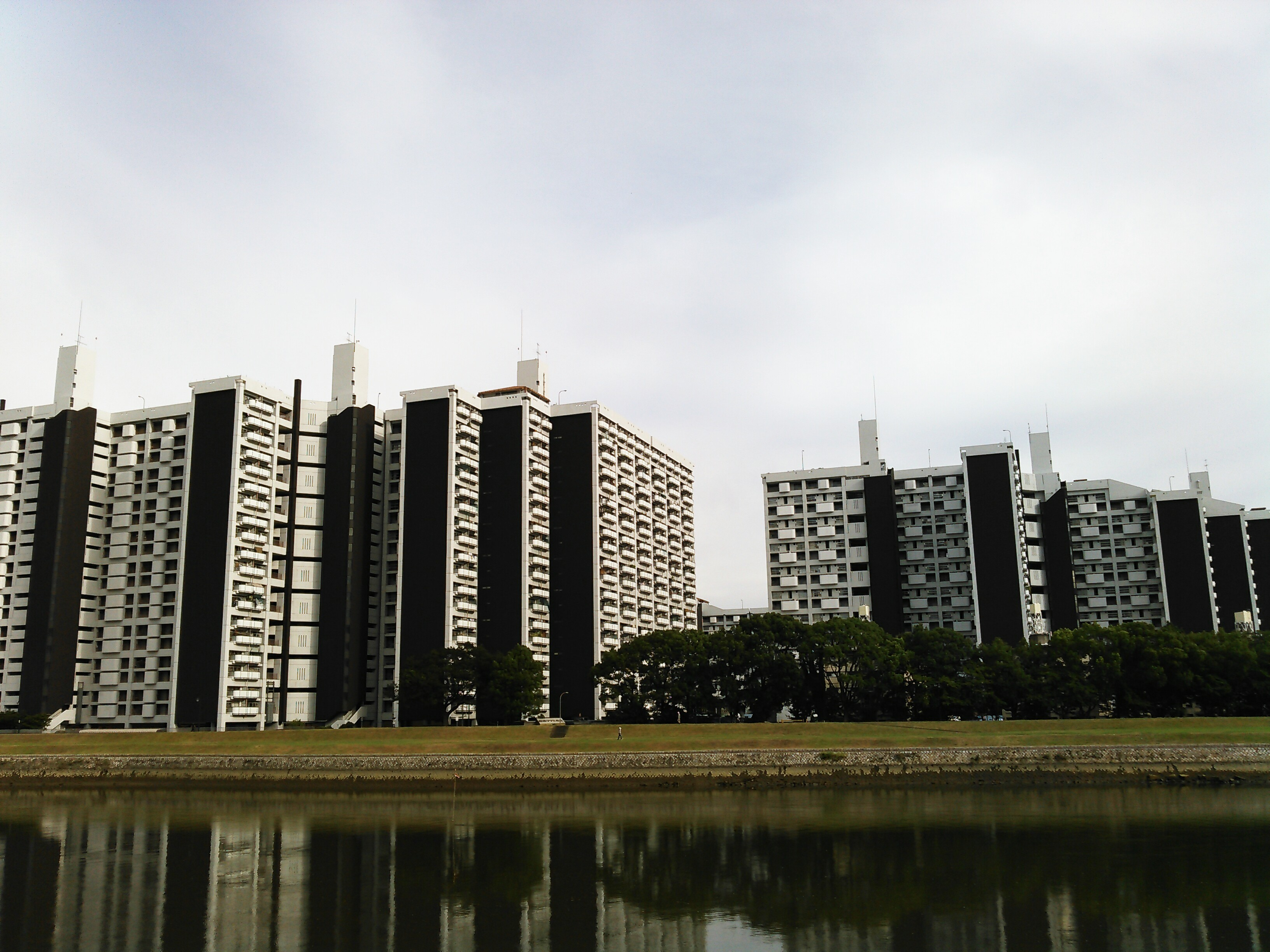
基町高層アパートを太田川対岸より
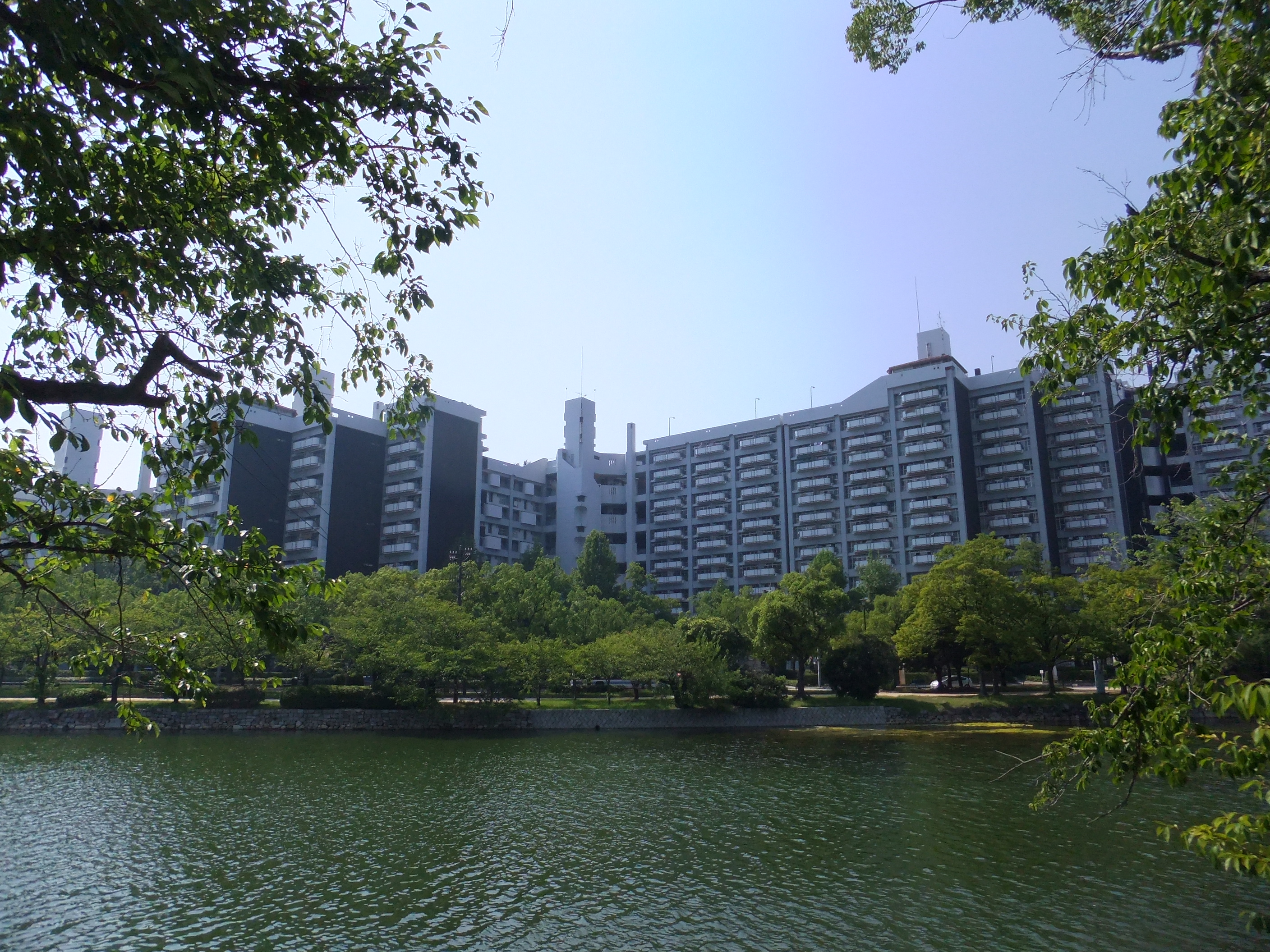
基町高層アパートを別の角度より
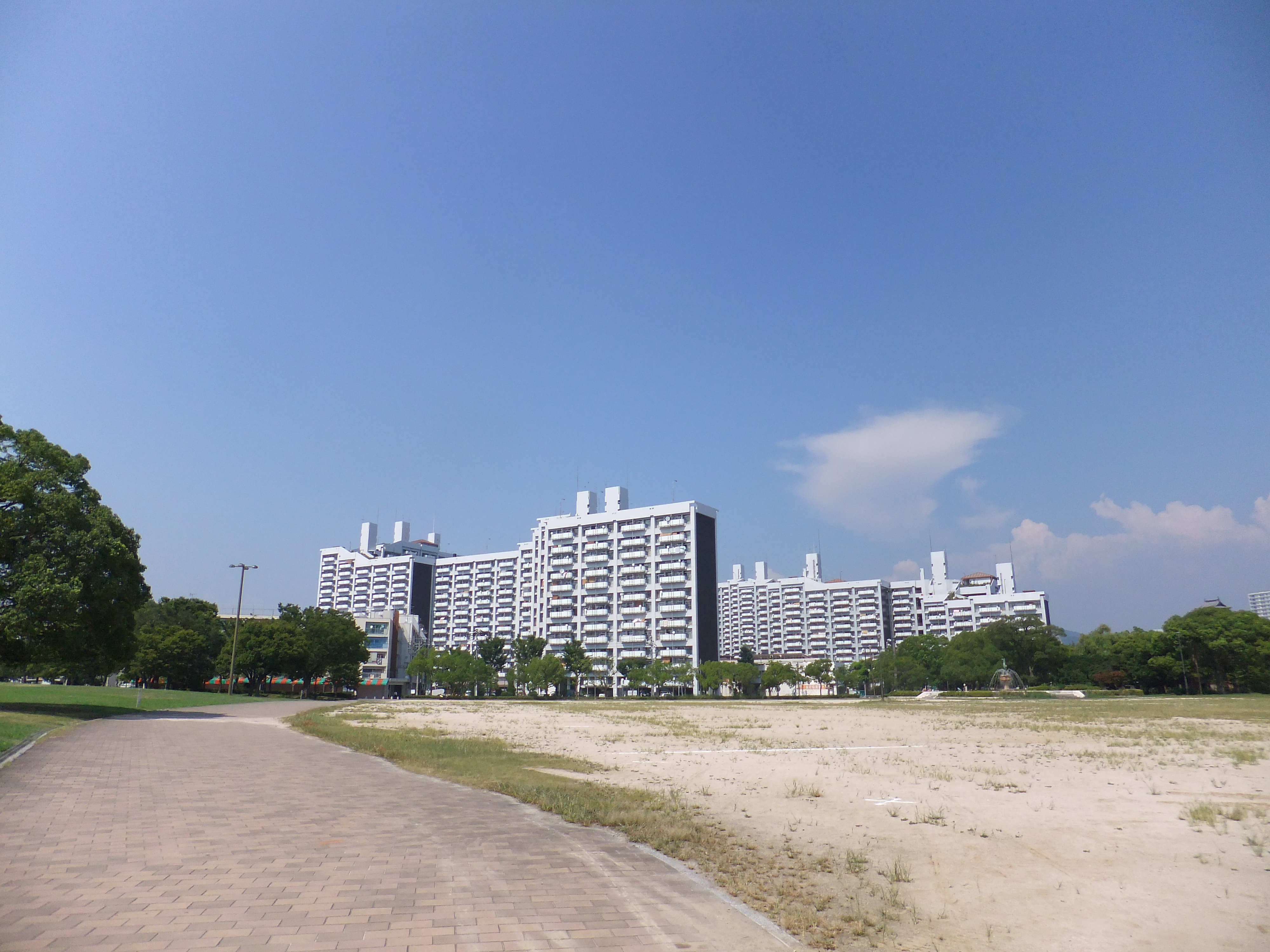
基町高層アパートを別の角度より
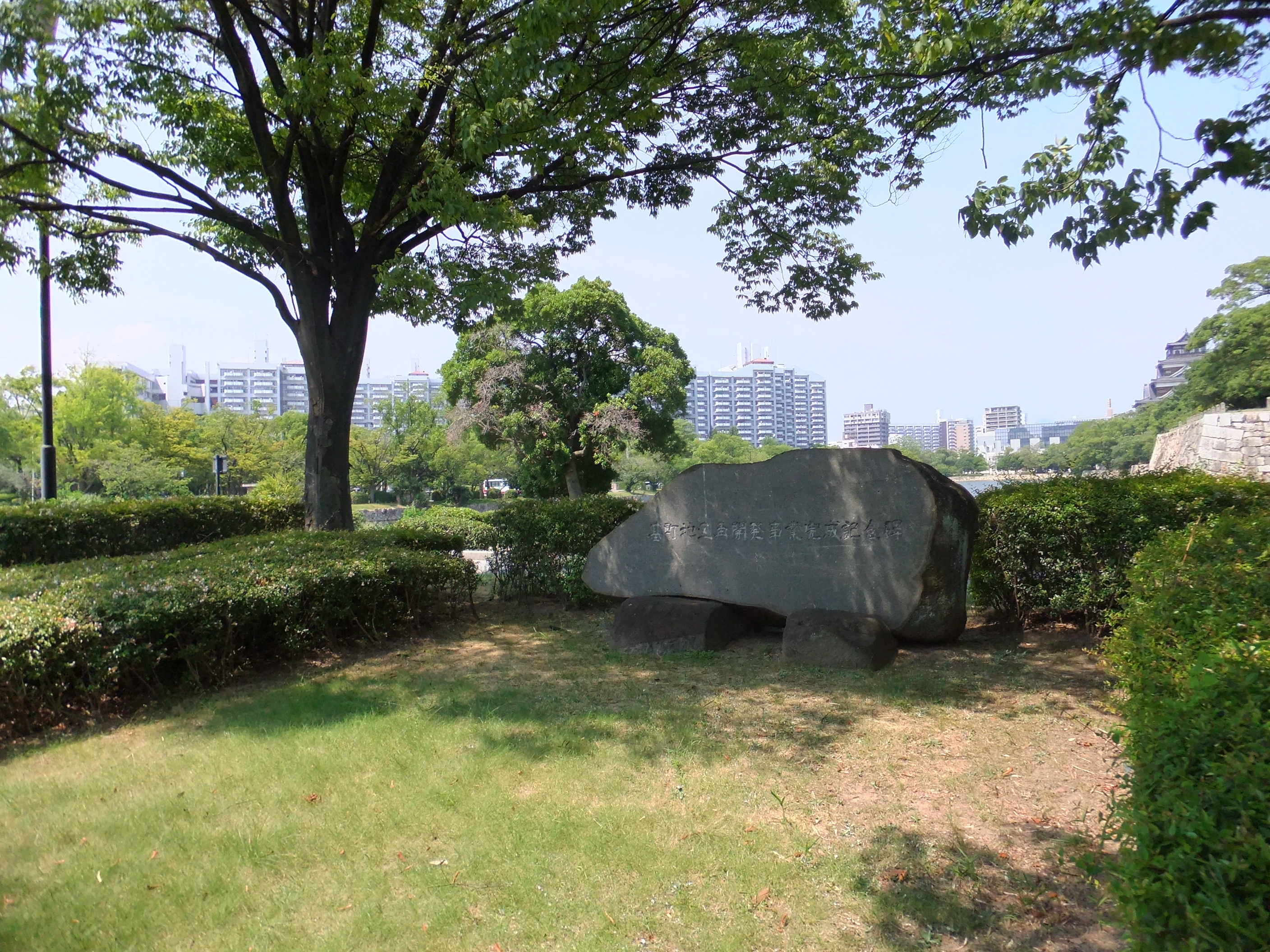
基町地区再開発事業完成記念碑と基町高層アパート
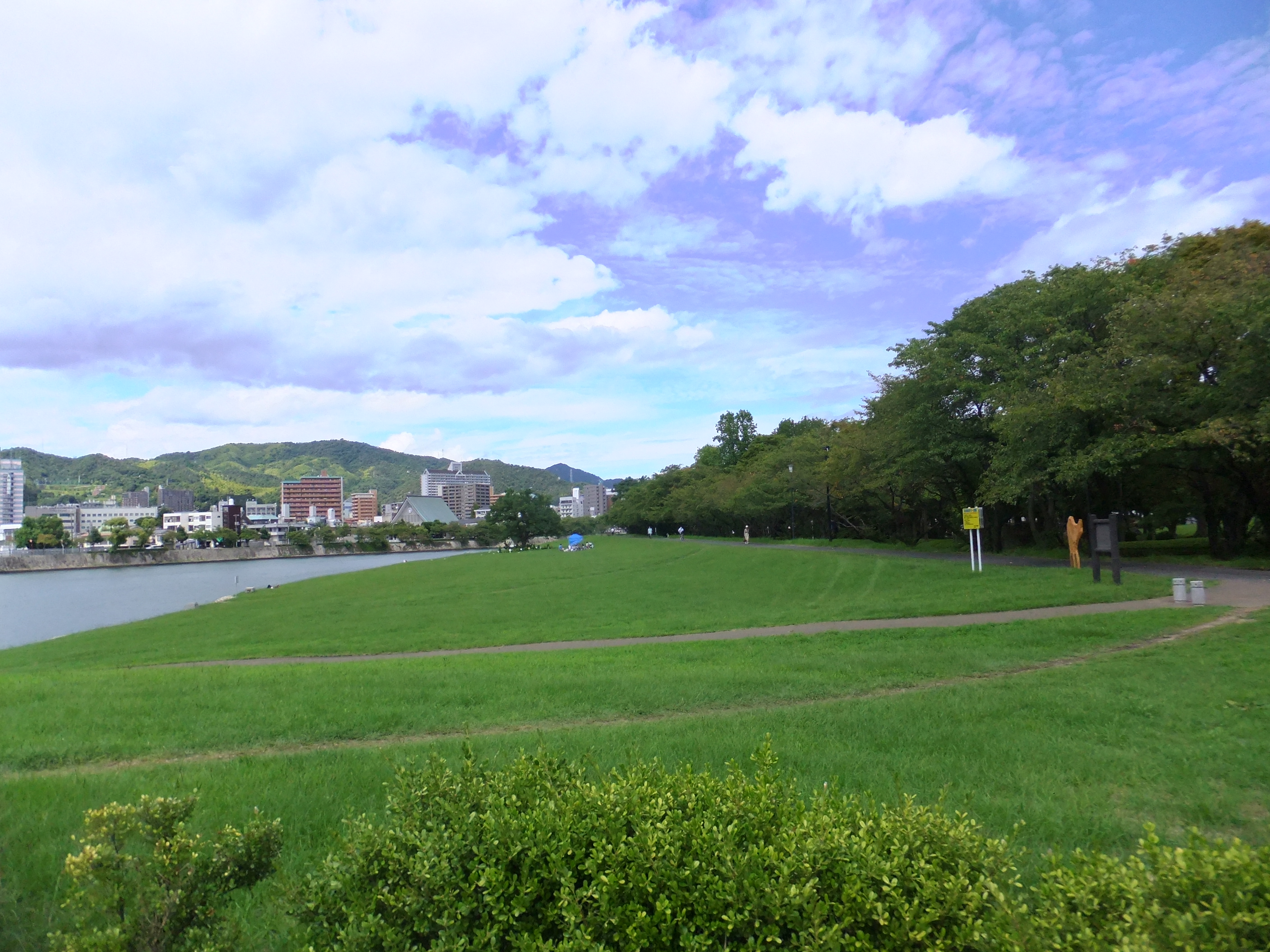
太田川基町護岸

## 設計・構造
高層棟は、以前市営で建設された中層アパート17棟の続き番号で、18号棟から20号棟と呼ばれる3棟の高層アパートで構成され、最高部は64mになる。また、エレベーターごとにコアとしてアパートを区分している。
設計は、大高正人が広島市より指名され、大高が率いる大高建築設計事務所が担当した。坂出人工土地での実績を買われたことで、指名された。また、現在現代計画研究所の会長を務めている藤本昌也も設計に携わっていた。
アパートを造成し緑地帯を創り出す、ル・コルビュジエのユニテ・ダビタシオンの影響を強く受けている。
建物の構造は、地中構造物は鉄骨鉄筋コンクリート構造、基礎および奇数階は鉄筋コンクリート、偶数階は鉄骨構造になっている。
1階部にピロティ（解放部）を設け、2階以上の居住空間は、偶数階のみに通路を設けることで共用通路分の建蔽率を稼ぎ、奇数階へは偶数階の通路から伸びる階段より出入りするスキップアクセス形式。4戸を1ユニットとして建物を構成している。
外壁や間仕切りなどはプレキャストコンクリートによりユニット化、内装はプレハブ工法を採用している。
人工地盤を多用し、上部を人が通行することで人車の分離をし、中央部にはオープンスペースを設け、その下に約200店舗の商店街を配している。屋上には屋上庭園が設置され、計画当初はパブリックスペースと位置づけ、眺望に配慮していた。
建物を「く」字型に配置。建物は南側を低く、北側に向かって高くし、広島城側の建物を低くすることで、中央部のオープンスペースを含め、日照権や景観などに配慮している。
建築当時の北側周辺部が、スケート場やバス車庫であり、日照権の問題が少なく、高層アパート建築に好条件であった。
アパート内には、小学校・幼稚園・保育園・児童館などの教育・児童福祉施設、交番・消防署なども設置された。商業施設や銭湯なども整備されていることより、アパート単体で都市を構成している。
アパートには、約11,000人が居住できるように計画されている。

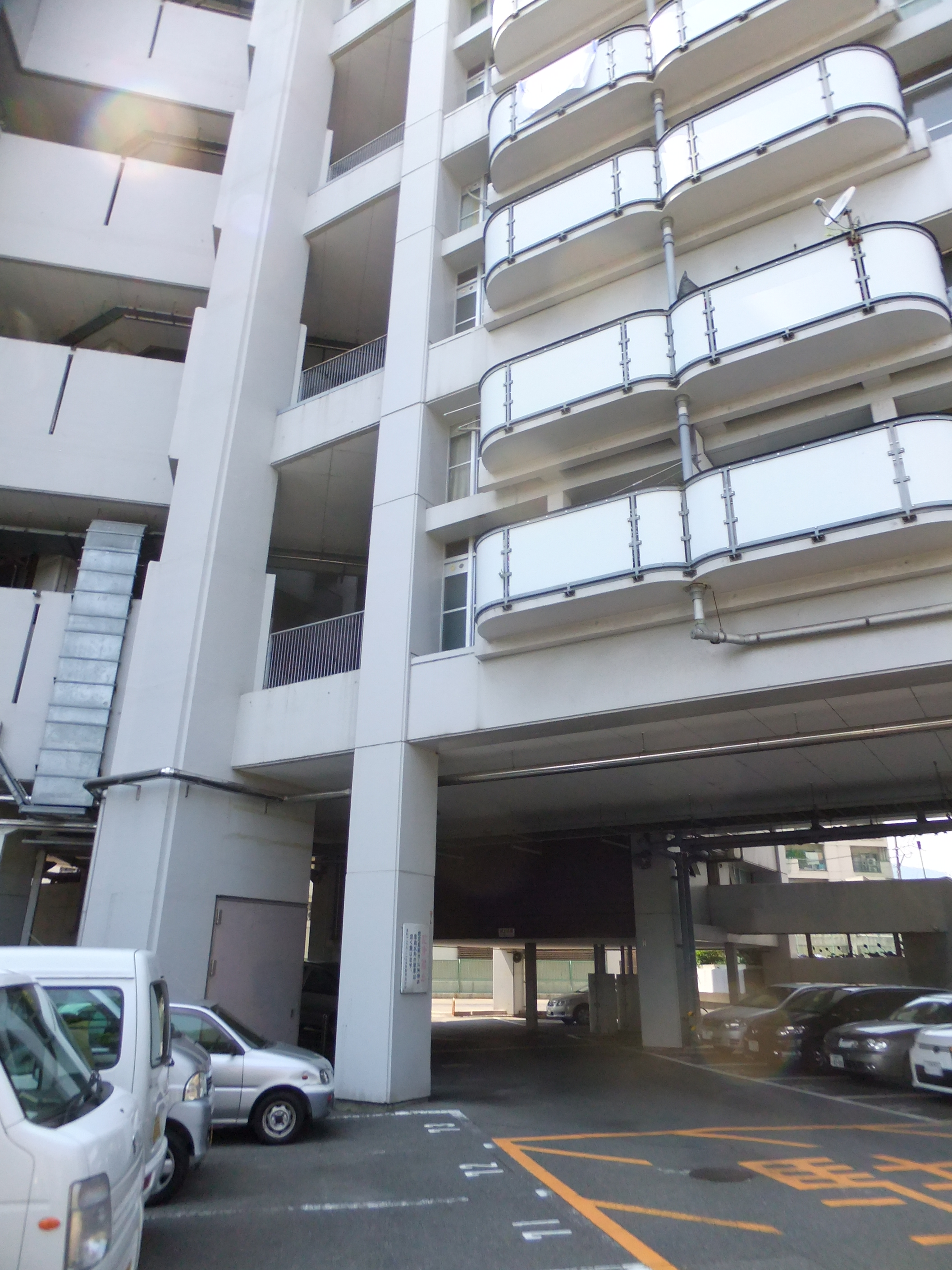
建物の構造の詳細
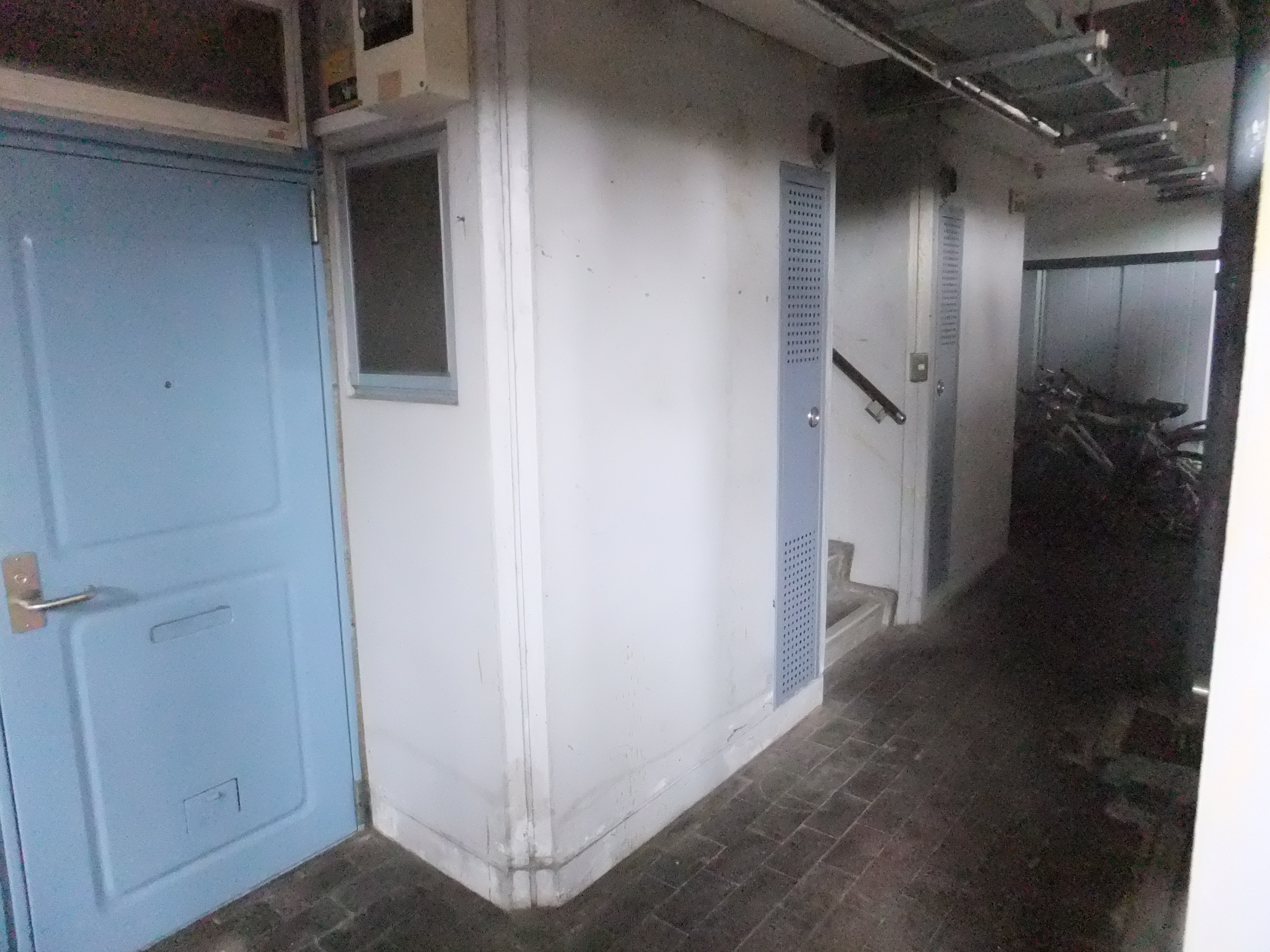
偶数階通路と奇数階に行くための階段
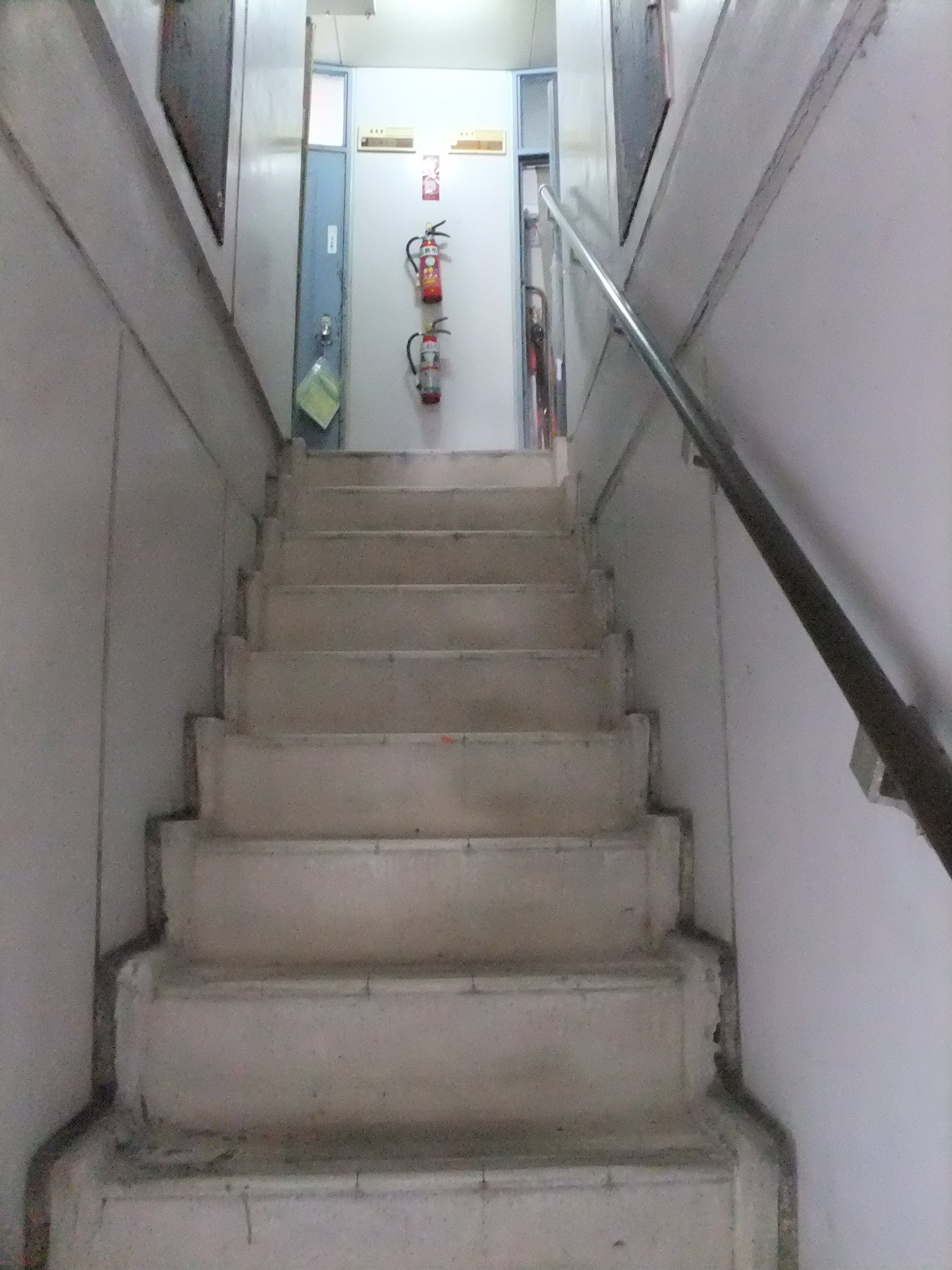
奇数階に行くための階段詳細
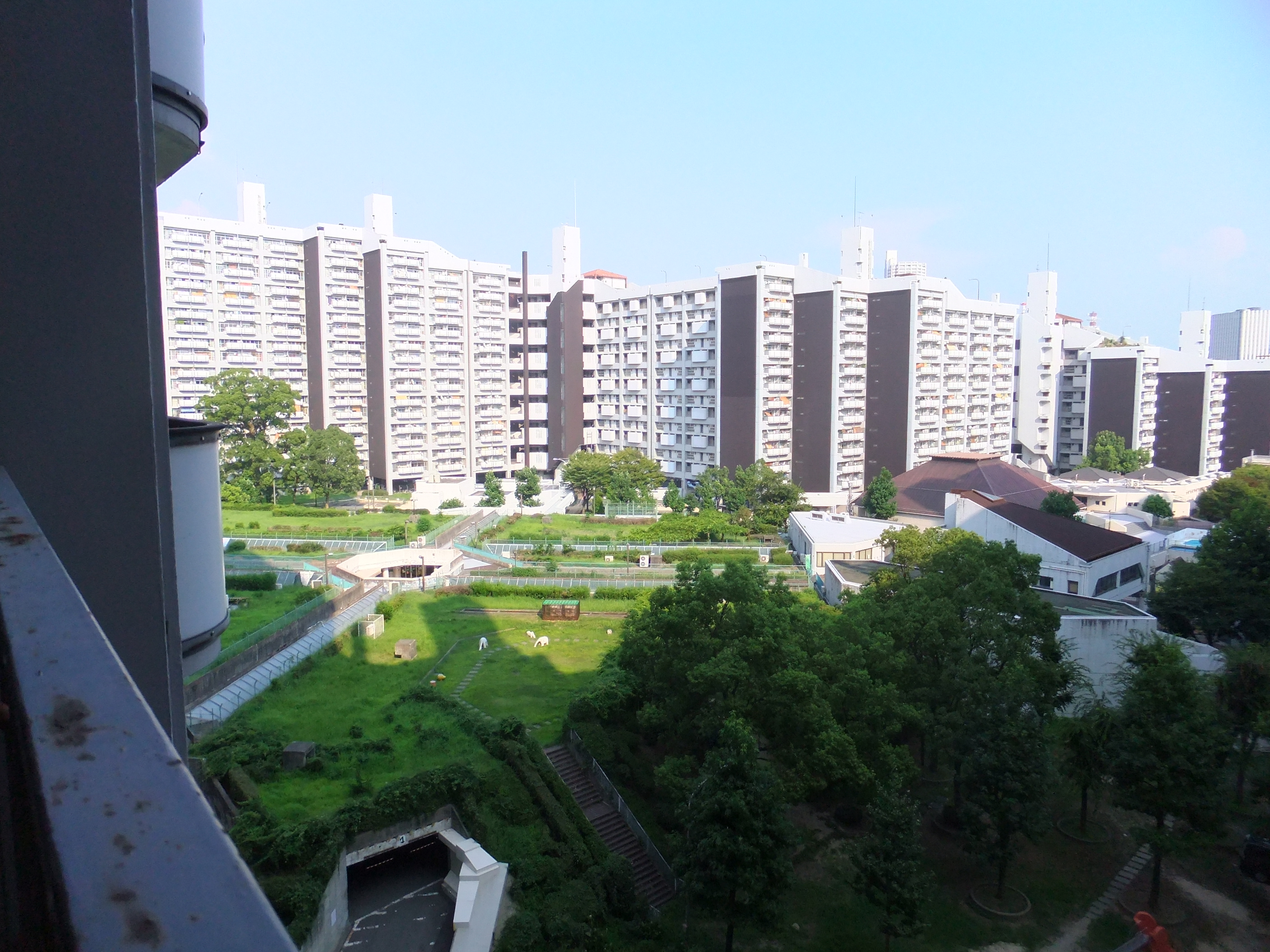
人工地盤
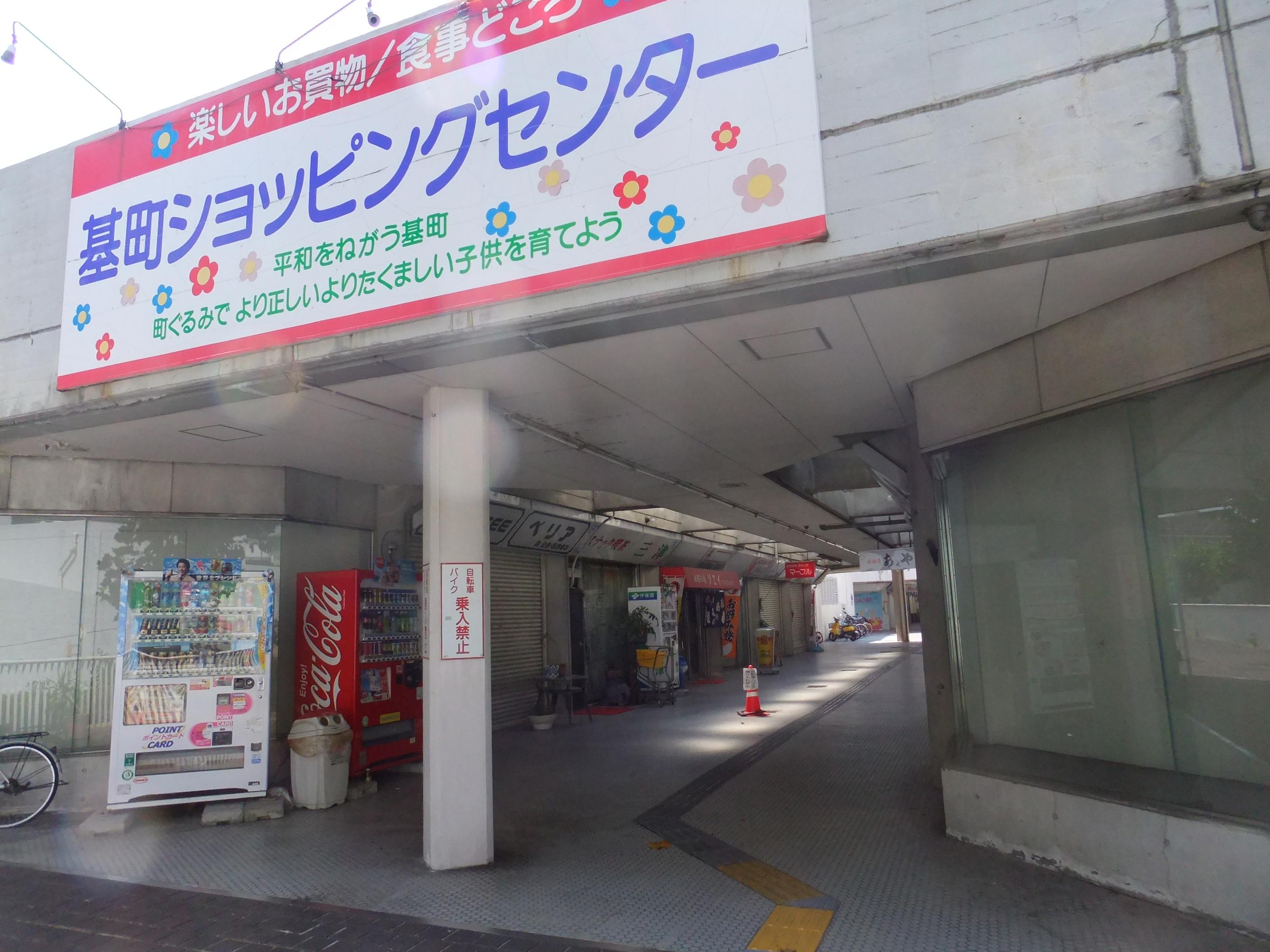
商店街入口
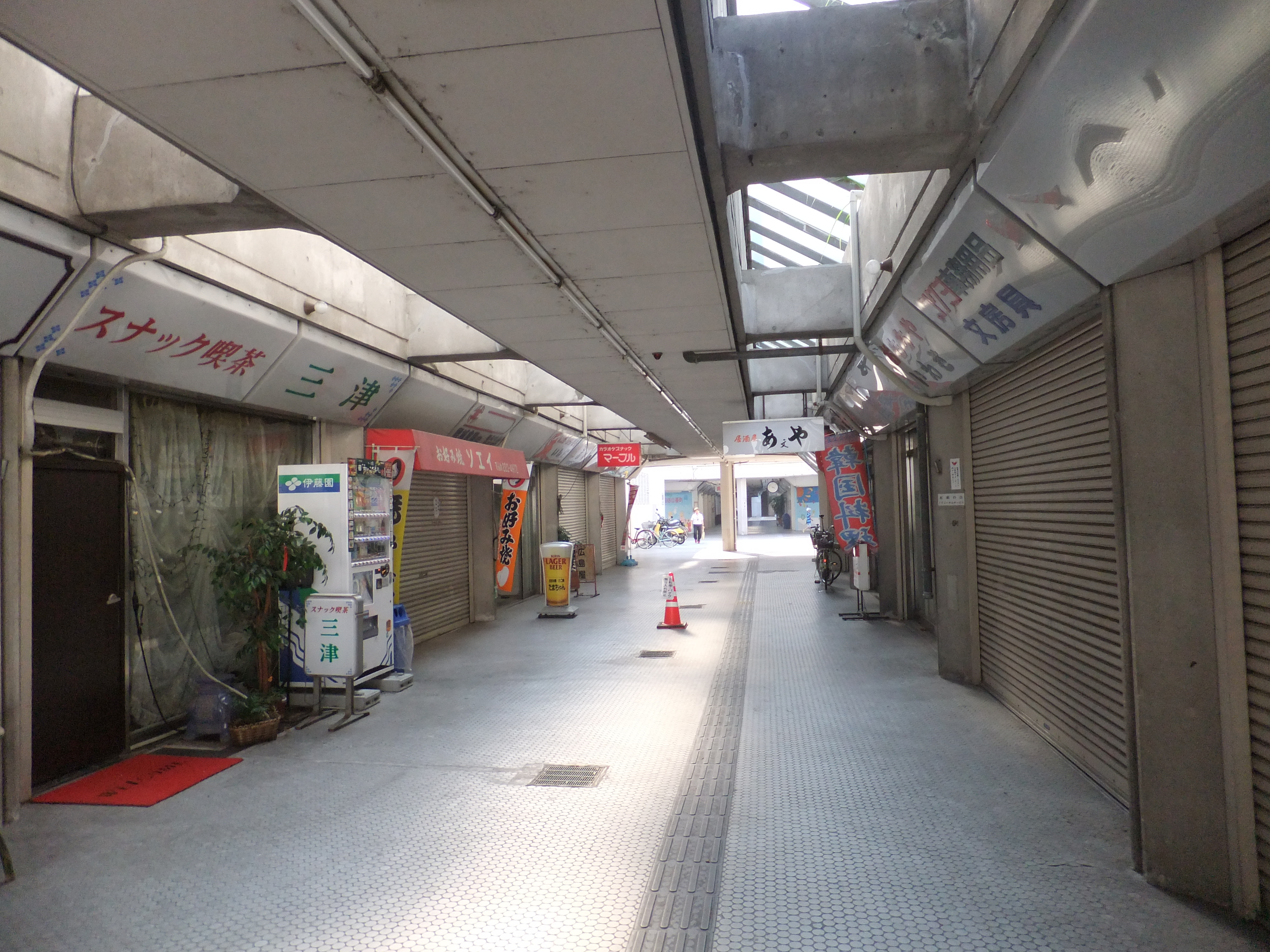
商店街の内部
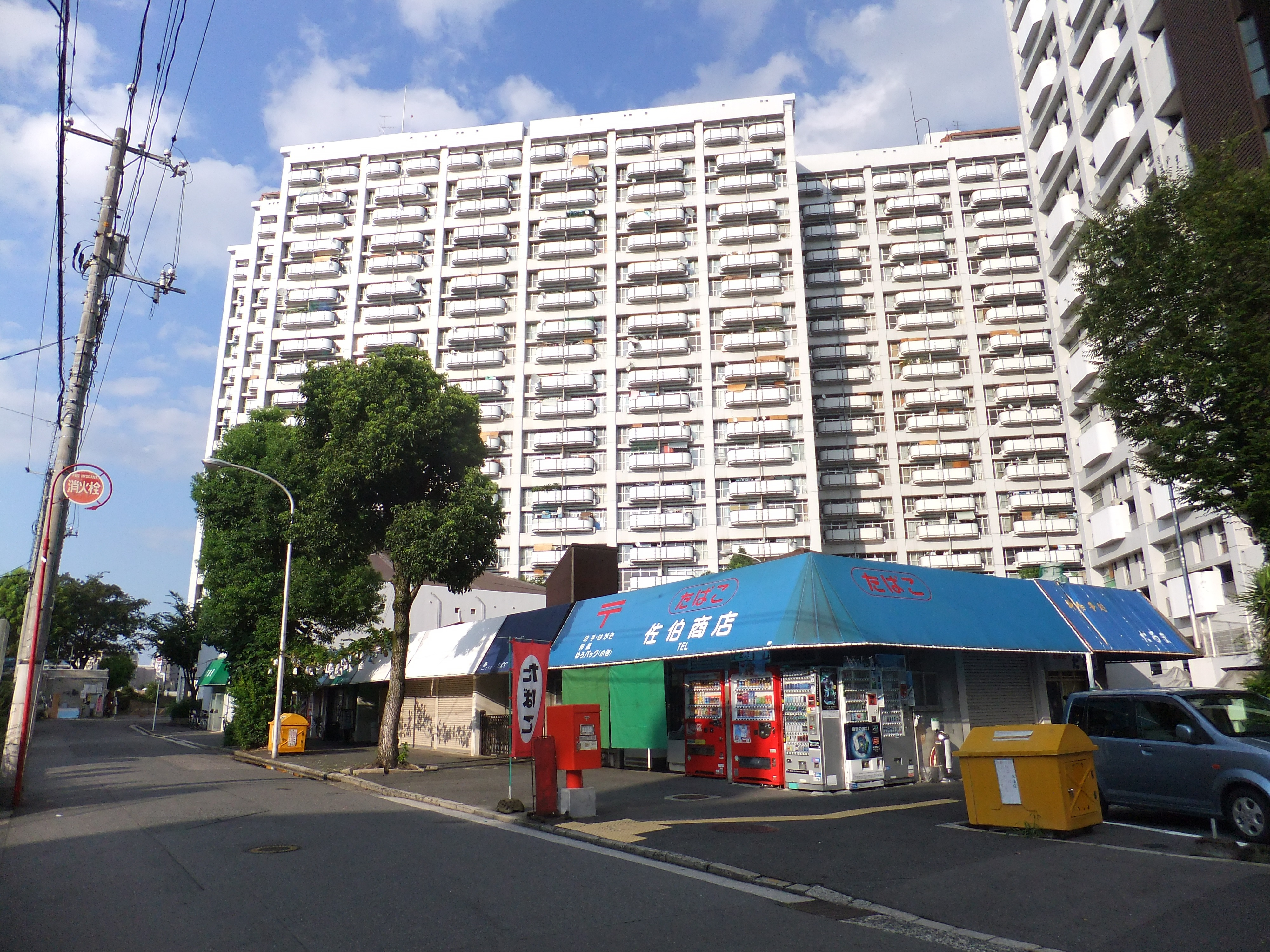
路面部にも商店が整備されている
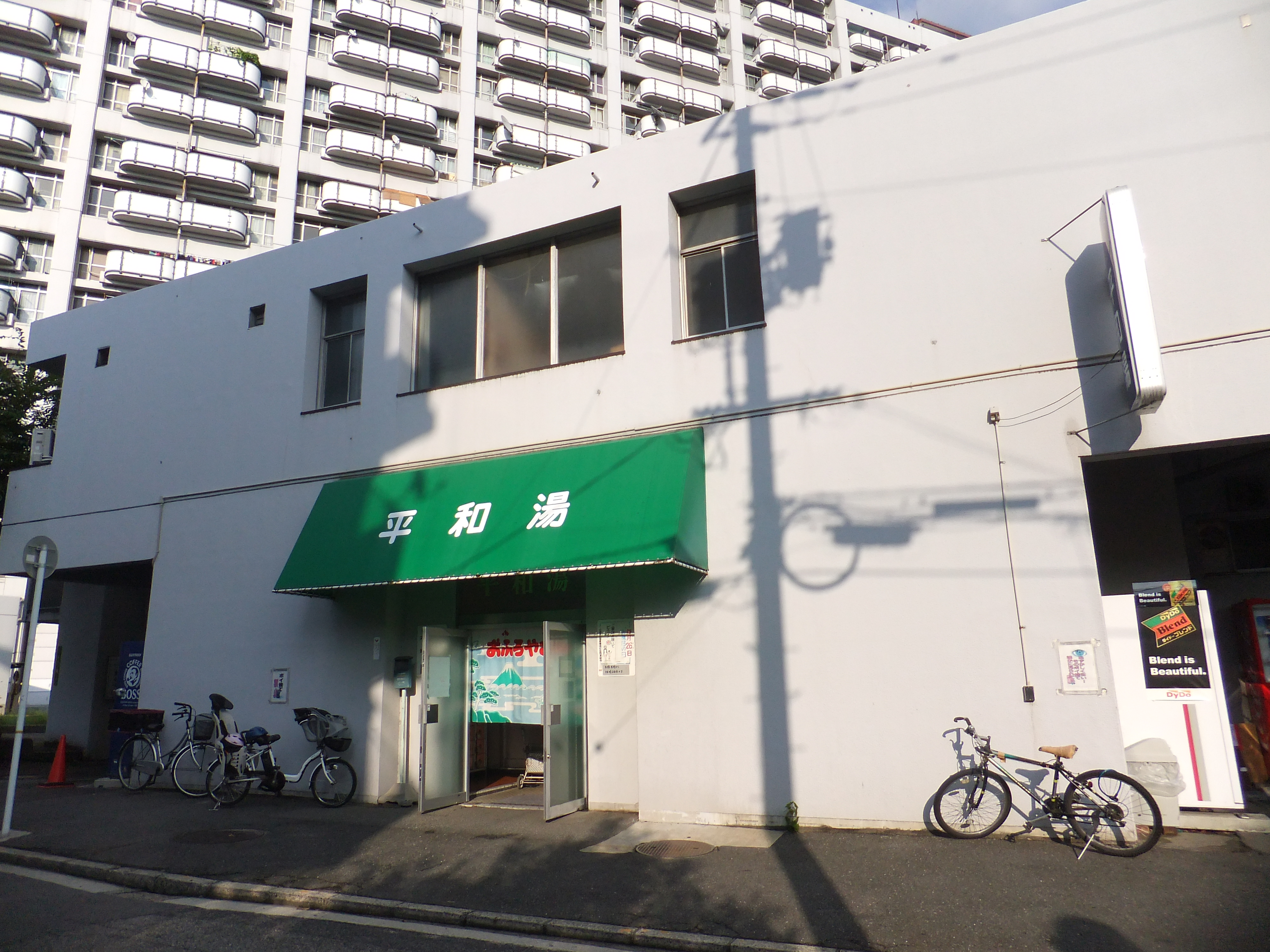
敷地内には銭湯も整備されている
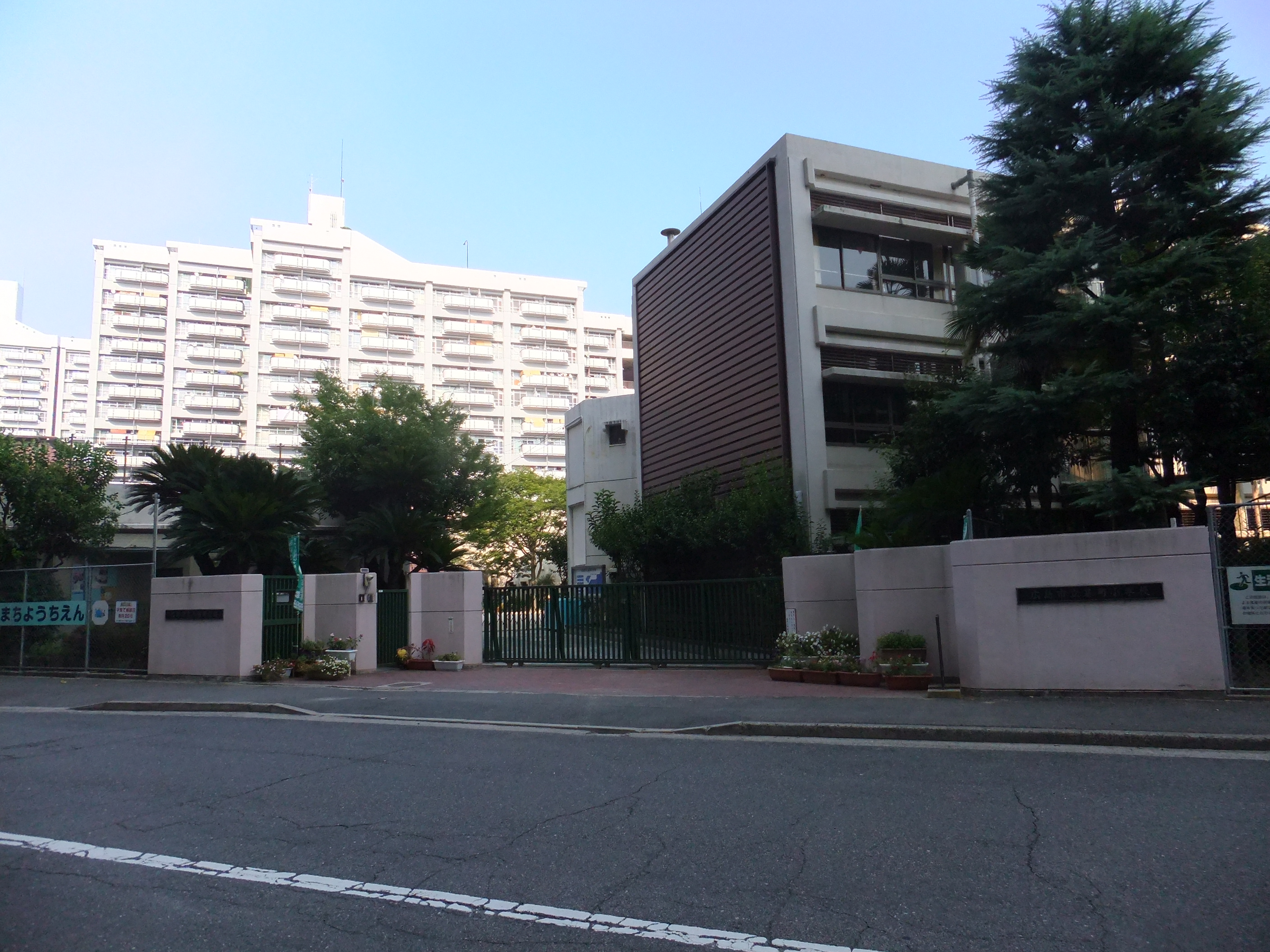
アパート内に設置された小学校・幼稚園
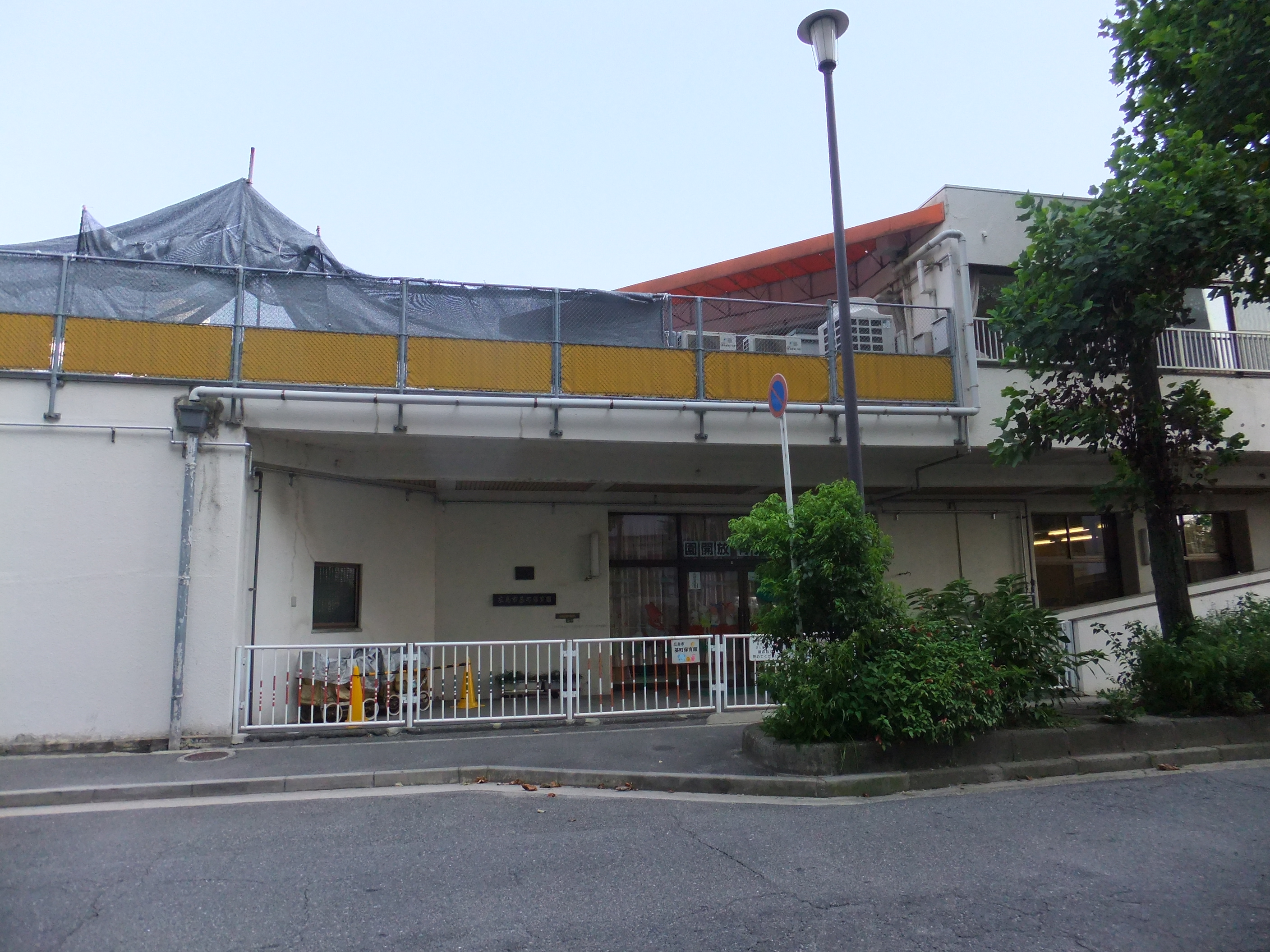
アパート内に設置された保育園
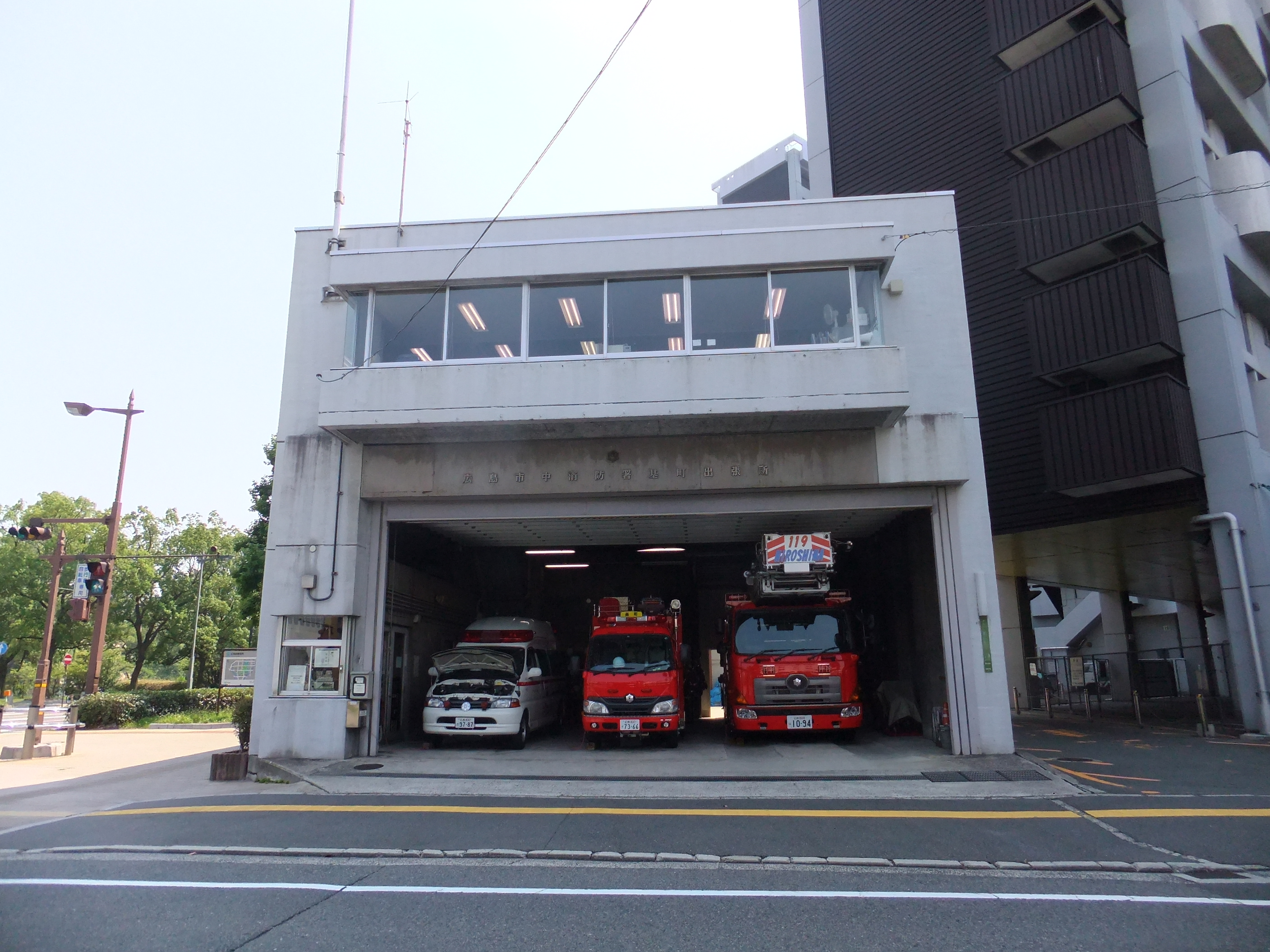
アパート内に設置された消防署
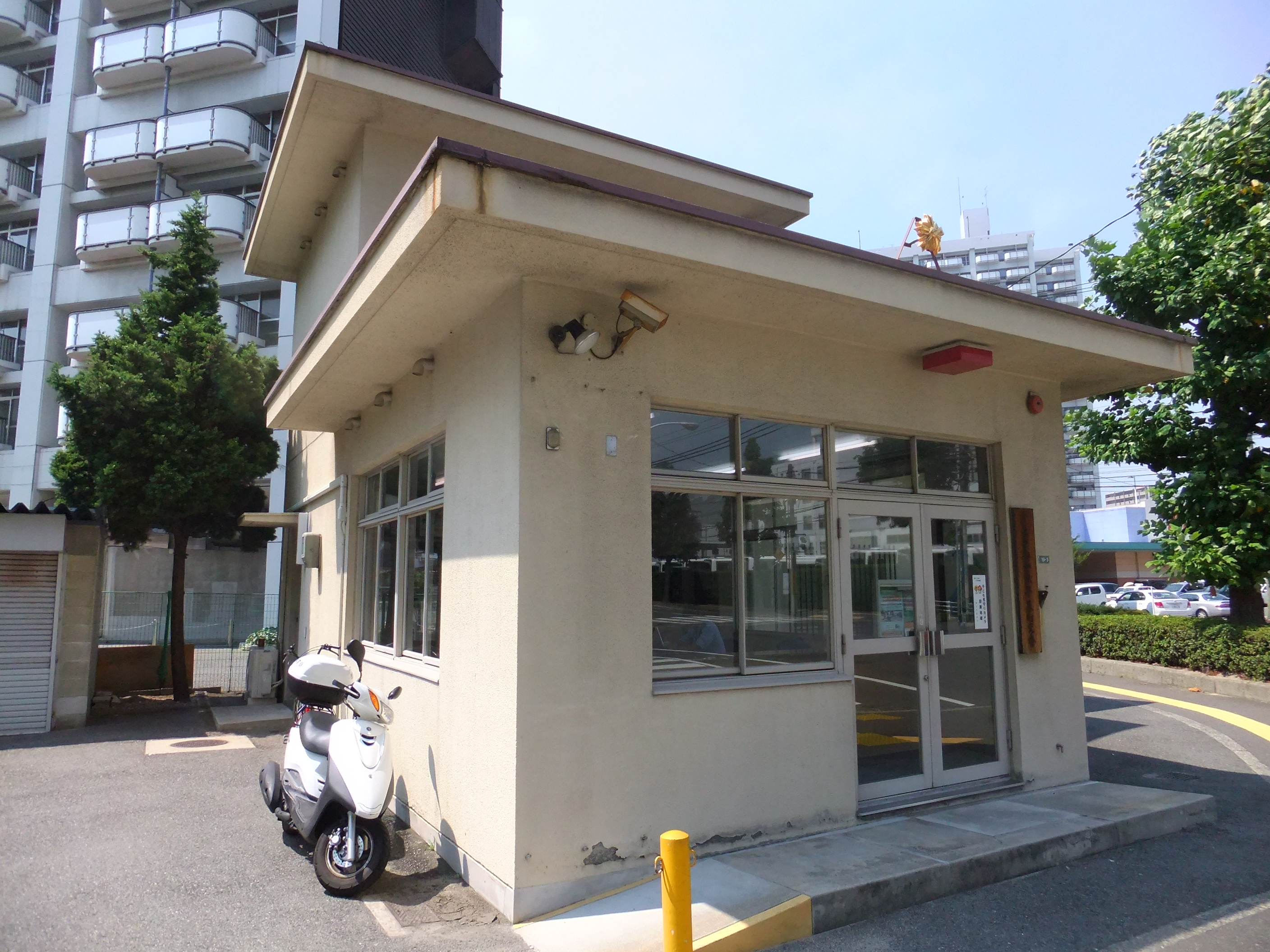
アパート内に設置された交番
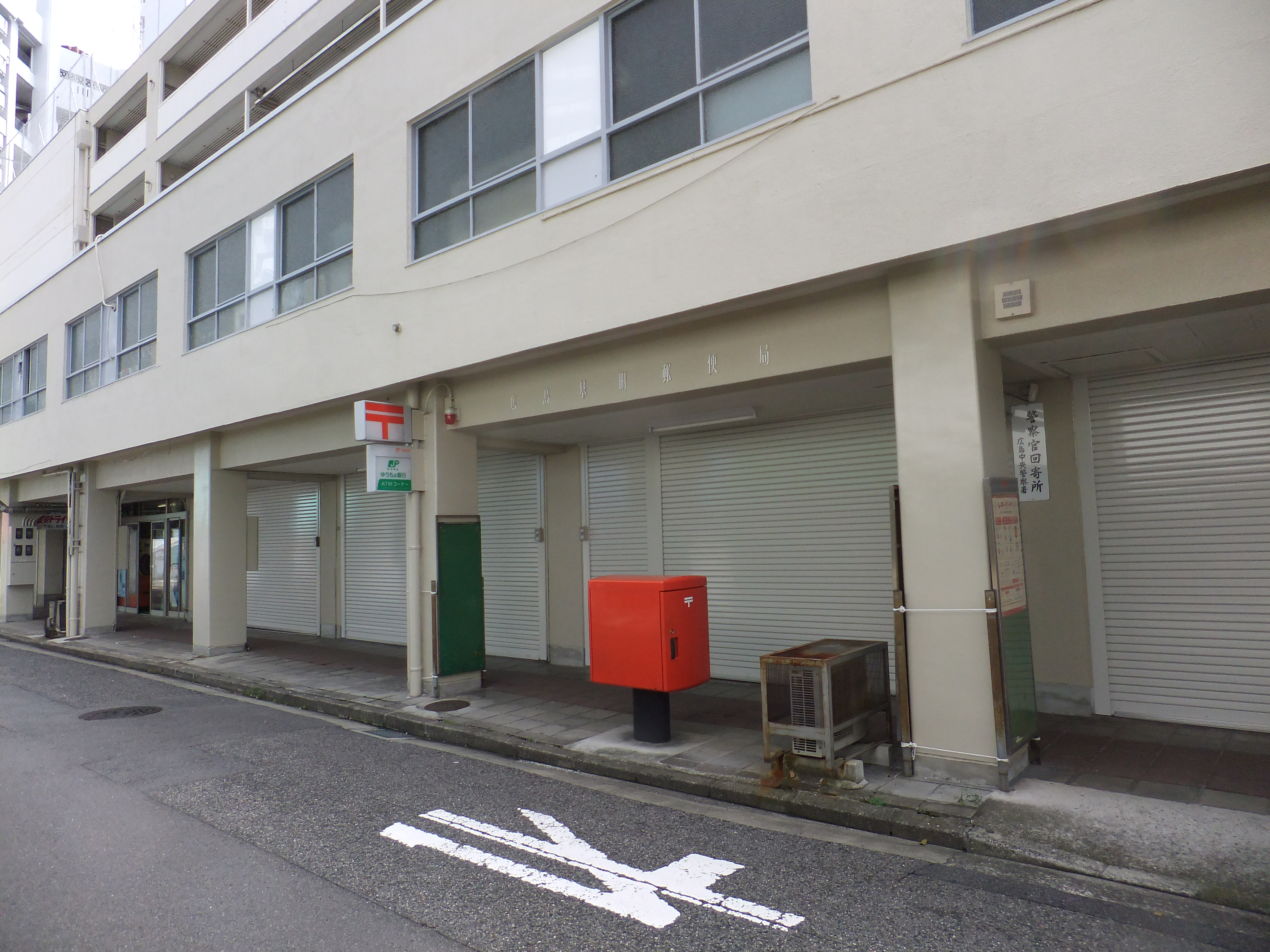
地区内には郵便局もある

## 建築後の問題と改修

### 塩害問題
1982年（昭和57年）頃より、駐車場でひび割れした壁面から雨漏りが発生。石灰分を含む水で、所により鍾乳石のような物が発生。1986年（昭和61年）には新聞記事で取り上げられるほどになった。
その後原因が、海砂利を使ったことや、酸性雨がひび割れ部に浸透したことにより、本来アルカリ性であるべきコンクリートが中性になったことで、鉄筋が錆びたり、コンクリートが劣化した塩害であることが判明。1986年（昭和61年）より4年間・約40億円を掛けて、改修工事を行った。特殊な溶剤を使い、コンクリートをアルカリ性に戻し、壁面に塗料などを使い膜で保護。壁面を塗装し直した。そのような大規模工事は、日本初で建設省も工法などに注目した。

### アクリル製バルコニー側面板による延焼問題
1996年（平成8年）10月28日午後、18号棟9階より火災が発生。消火のためはしご車のほか、ヘリコプターも動員したが、ベランダ伝いに延焼し、最上階の20階まで延焼し、28戸が焼失した。
1980年（昭和55年）や1985年（昭和60年）にも同様の火災が発生し、アクリル板の延焼の危険性は指摘されていたが放置されていた。建築当時の建築基準で求められていなかった、スプリンクラー設備の不備も指摘された。最終的に延焼原因として、ベランダのアクリル板も原因の一つとされた。1998年（平成10年）より、約24億円を掛け、アルミ製の板と交換した。延焼問題について、消防庁により検証され報告された。

### 住宅水準向上による手狭化および住民の高齢化
設計時点より、部屋割りの可変性はある程度確保されてきたが、部屋が狭いために子供が早期に独立することで親世代のみが残り、住民の高齢化と一人暮らし老人が増加する問題が発生している。1999年（平成11年）の改修方針で、2戸を1戸にする、部屋の面積拡大案が出された。報道当初、面積拡大による、賃料アップの懸念も出た。その後、改修工事を行い、概ね評価されている。

### アパート内商店のシャッター通り化
権利者店舗が入店した「基町ショッピングセンター」がシャッター通り化する問題が発生している。店主の高齢化も合わせ、2012年（平成24年）4月1日現在、空き屋率が約25%に達している。

### その他の問題
防犯問題により後年、屋上庭園の出入り口は施錠され、自由に出入りできなくなった。

## 2000年以降の基町高層アパート

### アパートの近代化
2000年（平成12年）より、外壁や共用部分の修繕、エレベータの停電や地震時への対応。電気容量の拡大や住居面積を拡大する改修を順次行っている。

### アパートの住民
2010年（平成22年）3月末現在、外国人登録者を含めた住民は5,524人が暮らしている。被爆者も684人暮らしている。
所得制限などの関係で、住民は高齢者・障害者・中国残留日本人の引き揚げ者が多い地域になっており、中国残留日本人は1980年代以降増加している。高齢者率は2010年（平成22年）現在40.6%で、広島市の他地区より突出した値で、市全体と比較して2倍強になっている。それに伴い、要介護者も600人程度（2012年（平成24年）度）と多く、また少子化による地域の基町小学校の生徒数も減少している。
また、アパート誕生の経緯より、在日韓国・朝鮮人も多く暮らしている。
2010年（平成22年）現在、日本国籍以外の住民が17.5%に達している。

### アパートの活性化
2013年7月に広島市がまとめた活性化プランでは、屋上庭園を活用した『基町農園』によるイモ・カボチャなどの栽培、養蜂事業。人工地盤（基町ショッピングセンター屋上）での、花壇や畑の整備。各種設備のバリアフリー化など検討されている。

## 基町の中層アパート群
1955年（昭和30年）頃から1968年（昭和43年）まで基町地区に、中層アパートを930戸（市が17棟630戸、県が13棟300戸）供給した。上の写真の桃色の枠の部分にあたり、北側（写真上側）が県営、南側（写真下側）が市営になっている。
県営アパートについてはスターハウス様式を採用しているものもある。
市営部分については、2000年（平成12年）から2009年（平成21年）にかけて、外壁の改修を実施。
また県営部分については2011年9月に、2015年度までに廃止することを決定。対策として、市営の空き室を優先提供している。

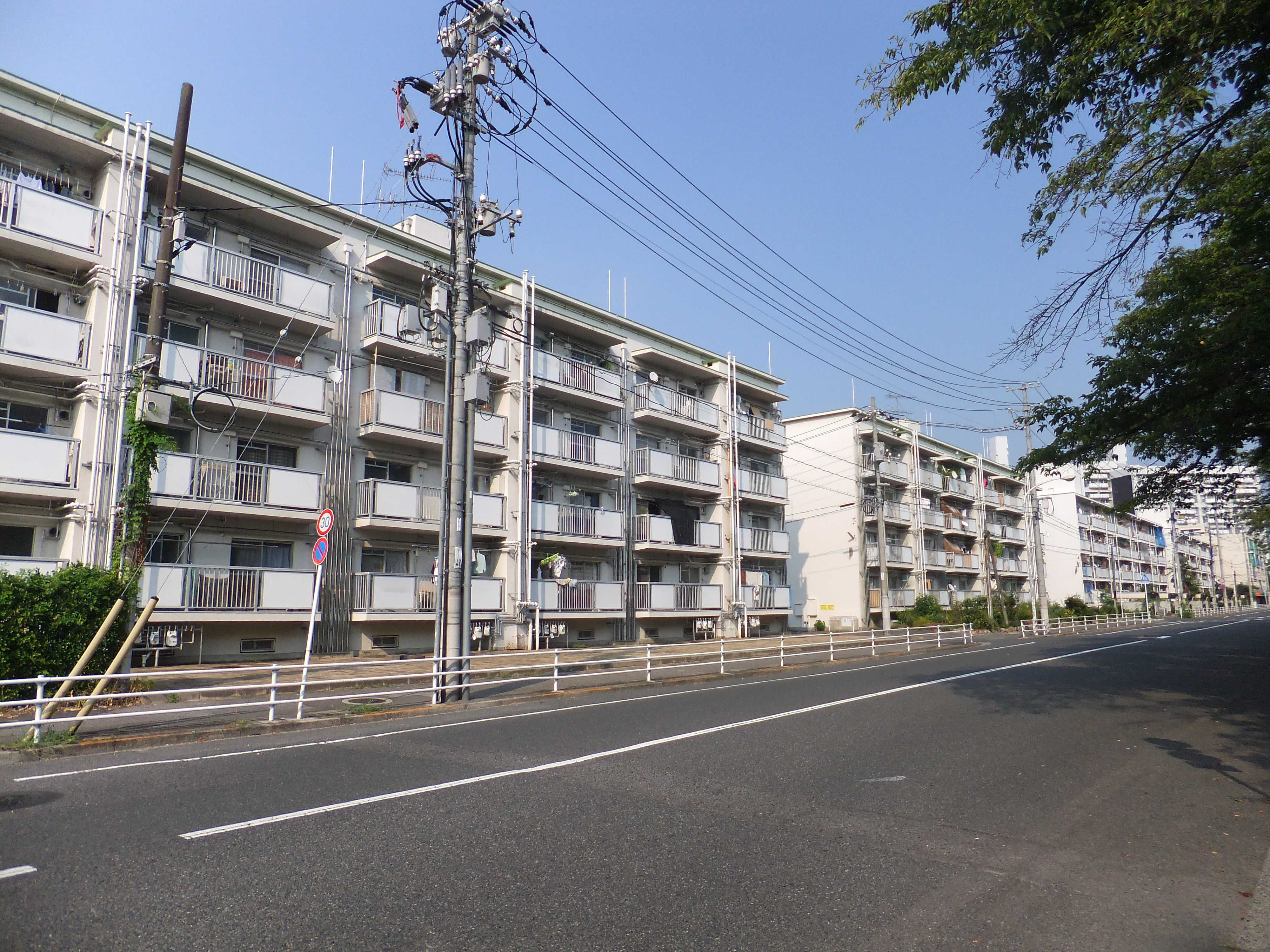
市営
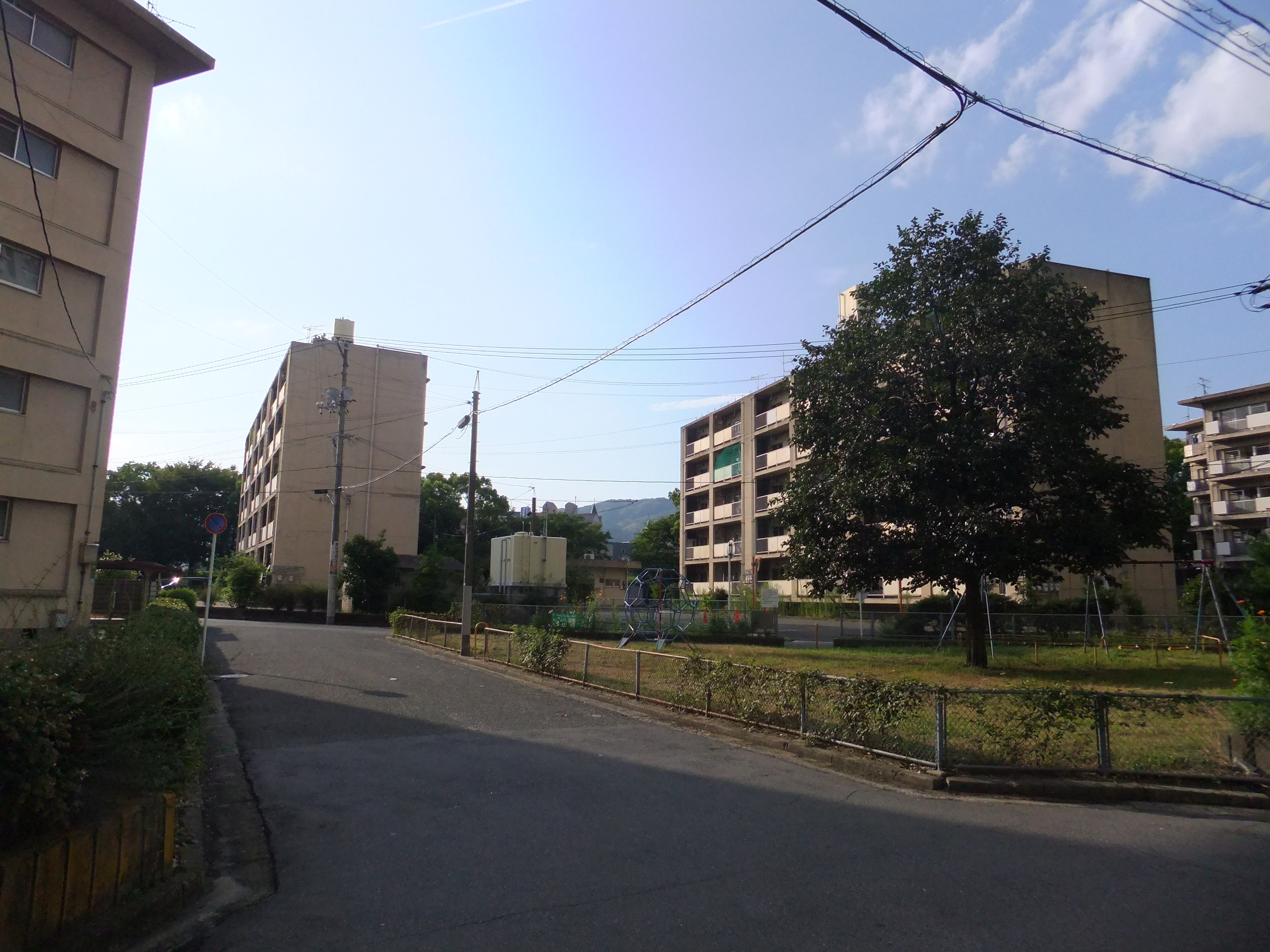
県営
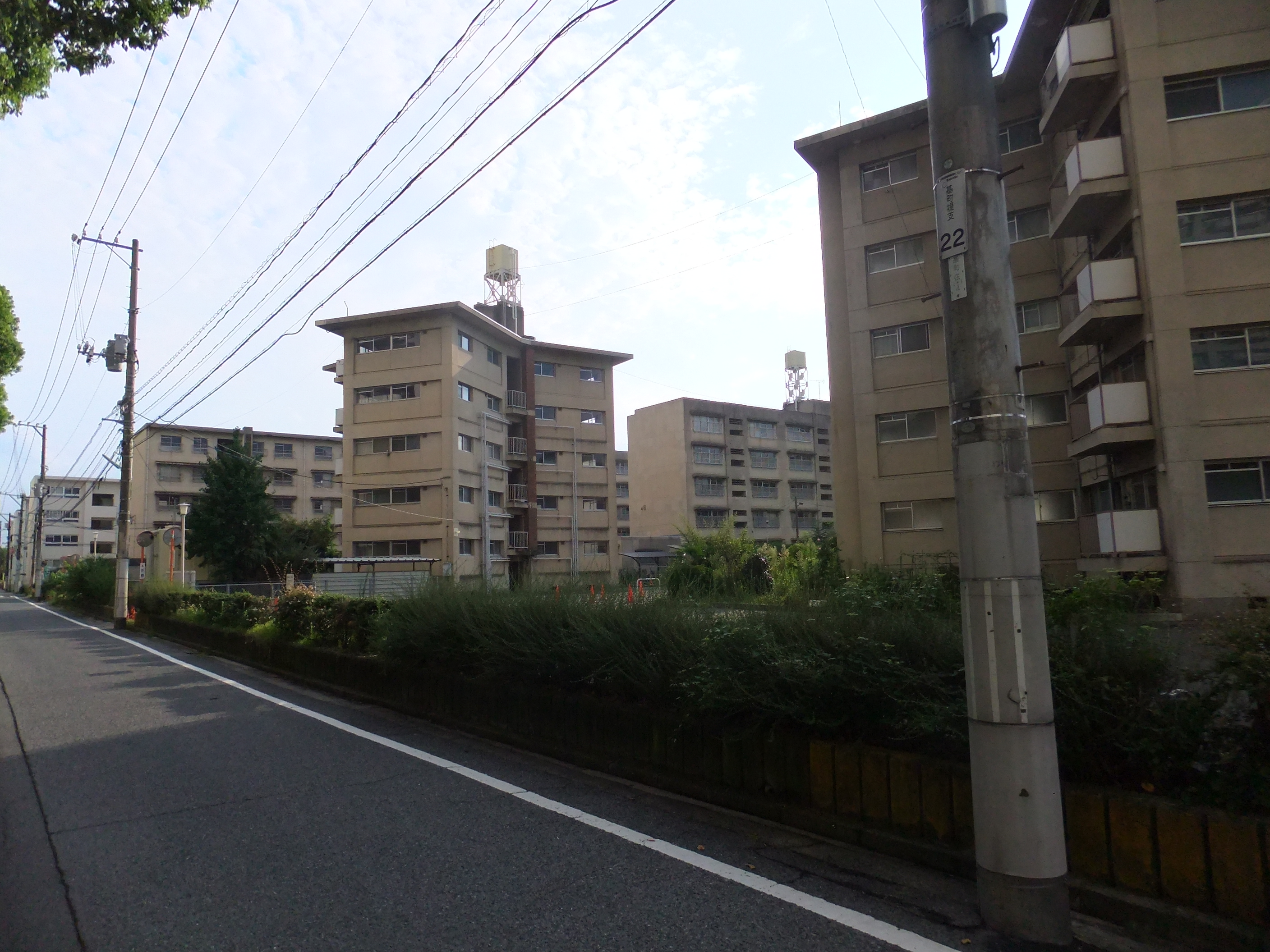
手前が県営、奥が市営
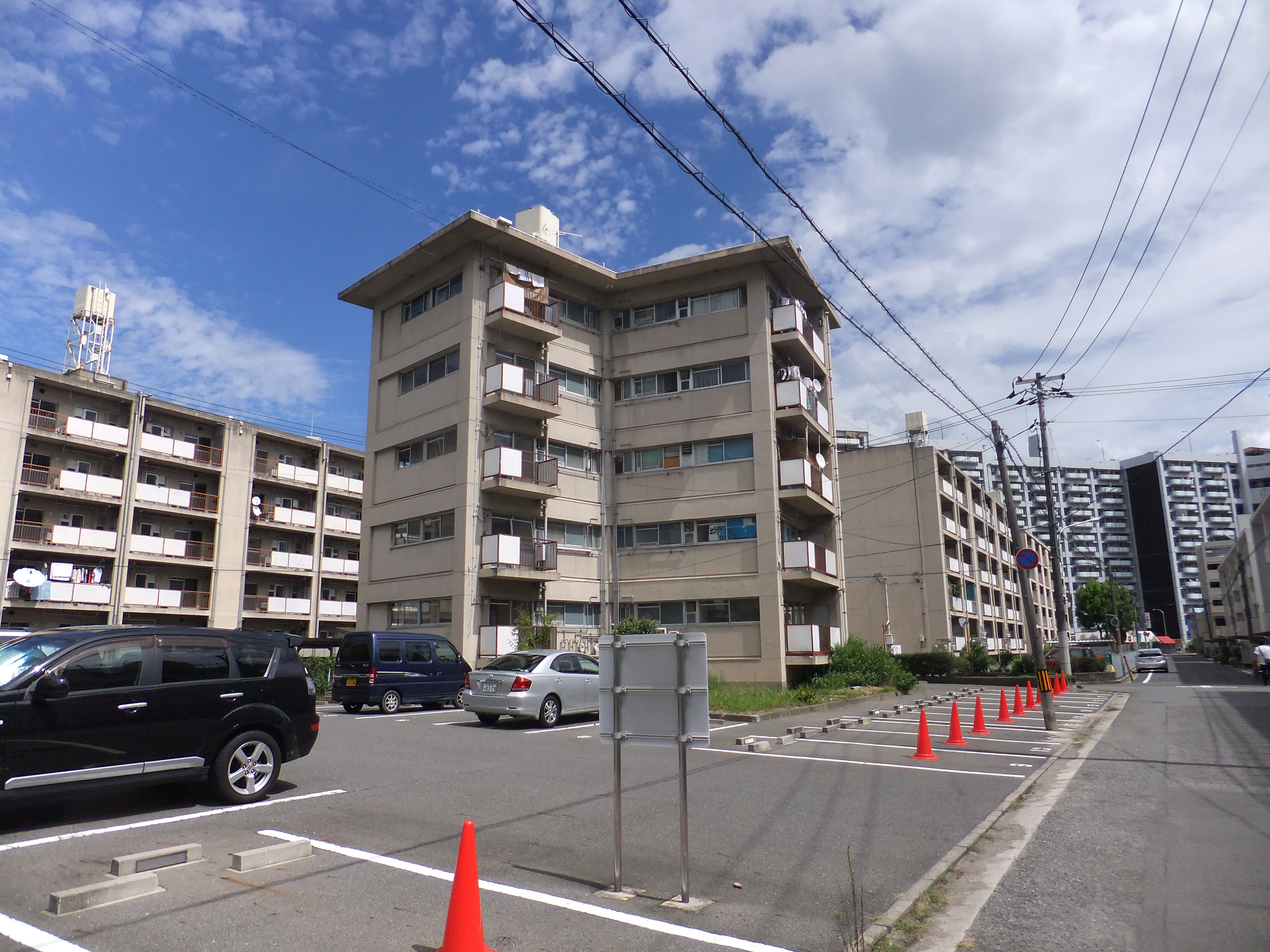
県営。手前はスターハウス

## 県営長寿園高層アパートなど
県営長寿園高層アパート（けんえいちょうじゅえんこうそうアパート）は、広島県広島市中区西白島町・白島北町にある大規模集合住宅。市営基町高層アパートと同時に計画された。合わせて、『長寿園市街地住宅』『長寿園団地分譲住宅』も、その節で取り扱う。
西白島に『県営長寿園高層南アパート』1号館・2号館、白島北町に『県営長寿園高層北アパート』の県営3棟、日本住宅公団が建てた『長寿園市街地住宅』、広島県住宅供給公社が建てた『長寿園団地分譲住宅』が各1棟ずつ、計5棟で構成されている。
旧太田川の治水のため造成された埋め立て地の上に建築され、県営住宅486戸・公団賃貸住宅218戸・公社分譲住宅204戸が整備された。
県営側の3棟は基町高層アパート同様に、偶数階のみに通路を設け、奇数階へは偶数階の通路から伸びる階段よりアプローチするスキップアクセス形式を採用。埋め立て地で地盤が悪いため、支持層まで鉄筋コンクリートで杭打ちをしている。公団・公社は各階に通路を設ける一般的な構造を採用している。スカイラインについても、基町高層アパートとの調和を考慮している。

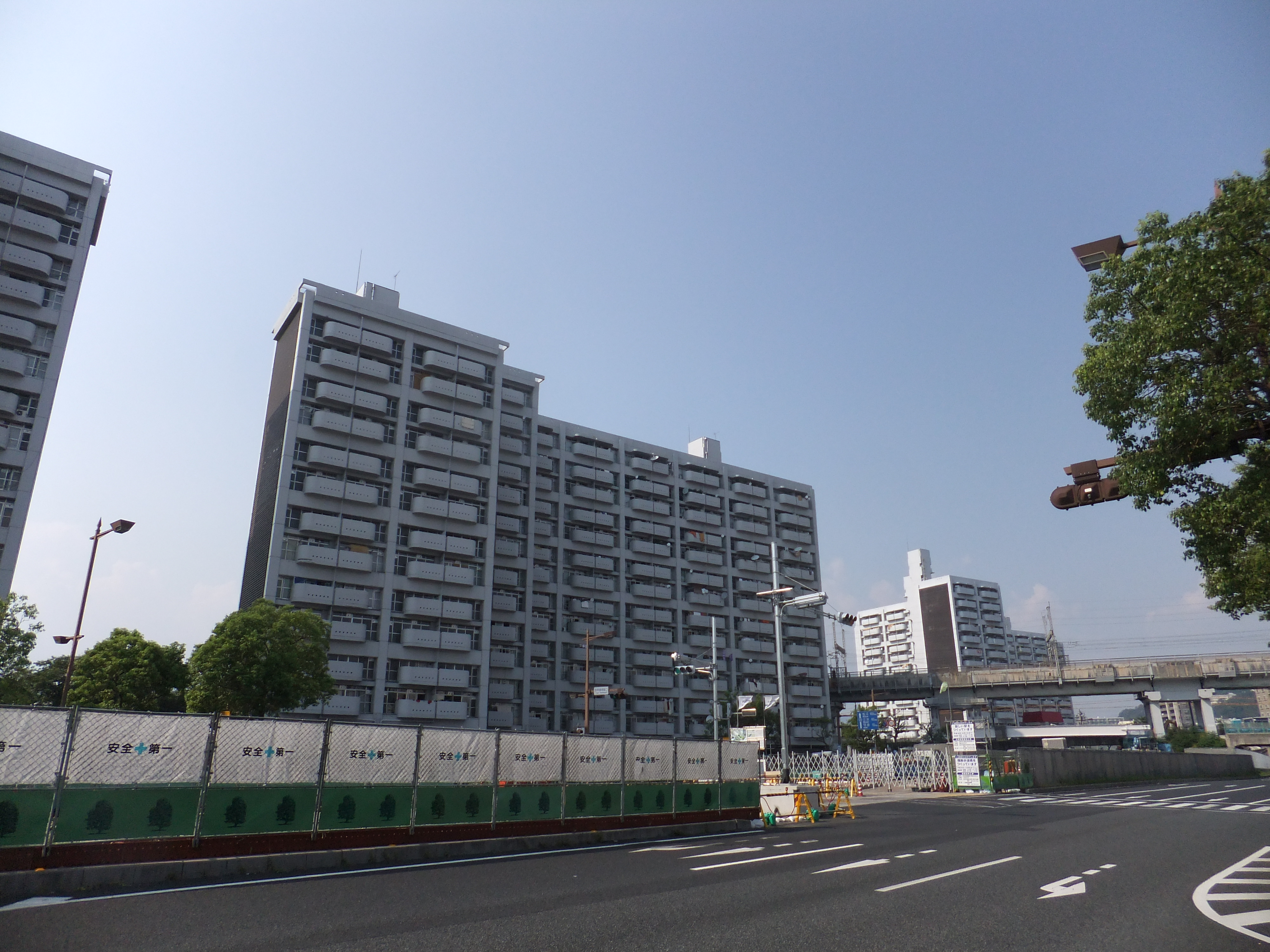
手前は県営長寿園高層南アパート2号館 奥は県営長寿園高層北アパート （県営）
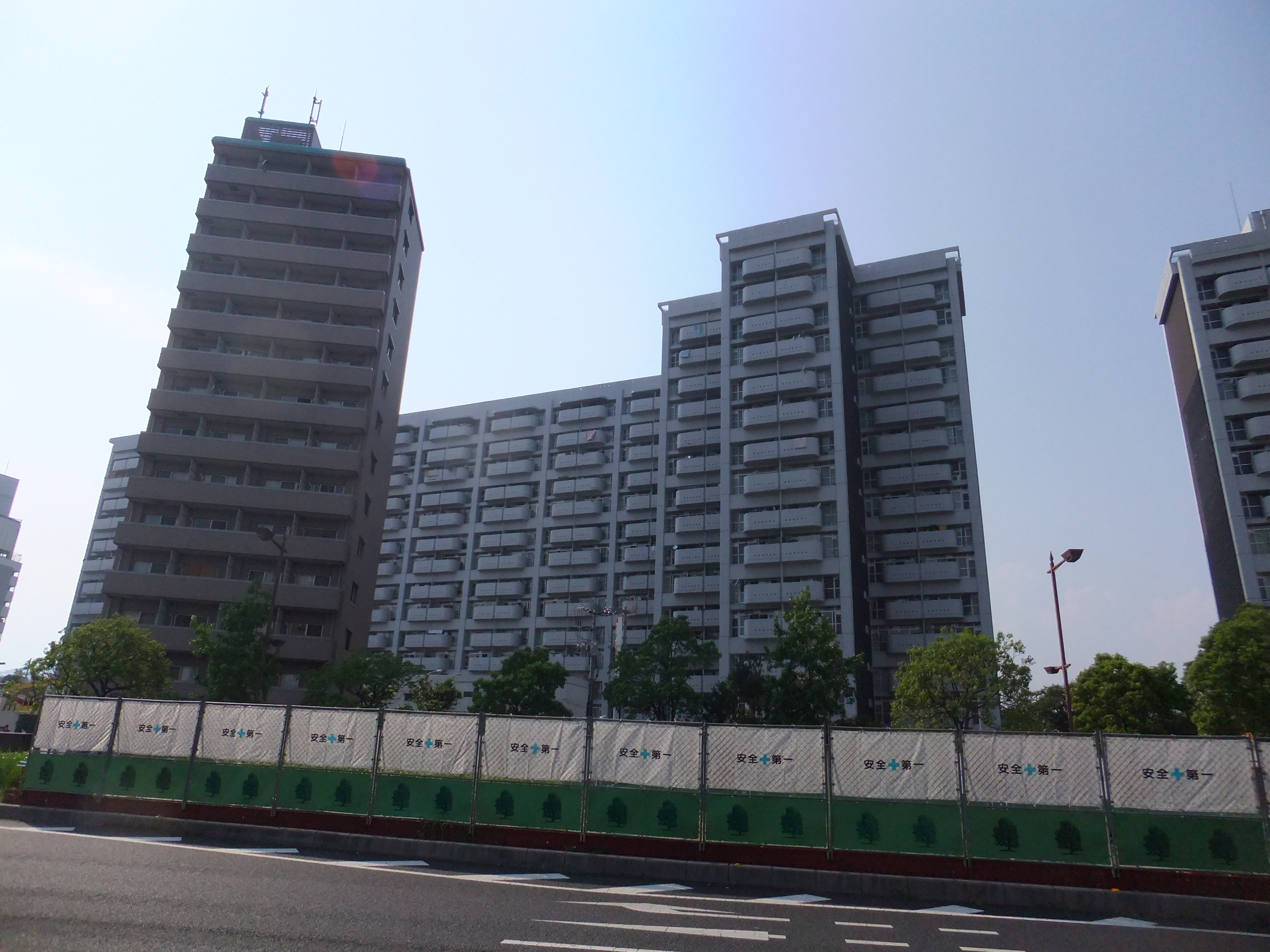
県営長寿園高層南アパート1号館 （県営）
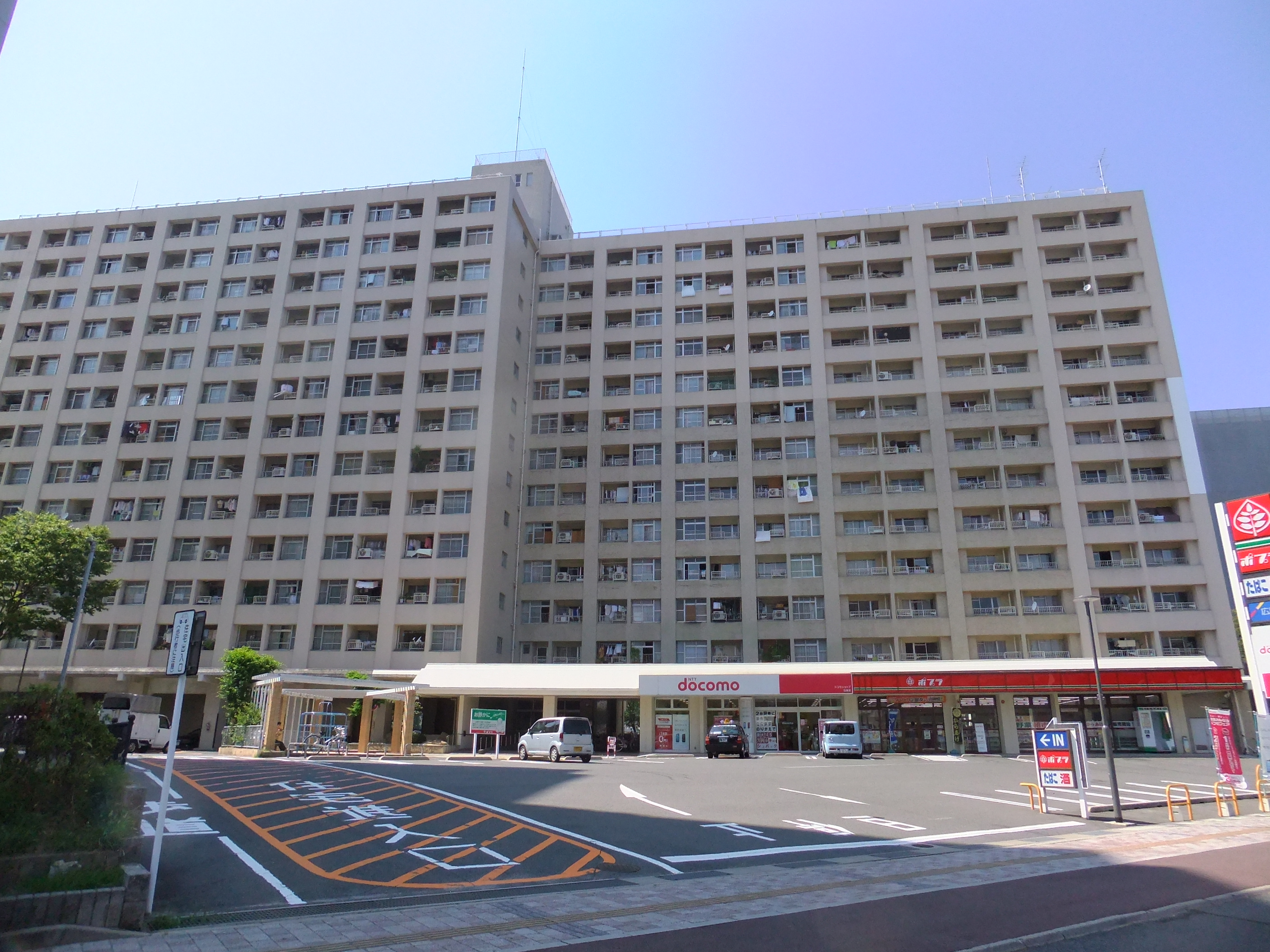
長寿園市街地住宅 （日本住宅公団）
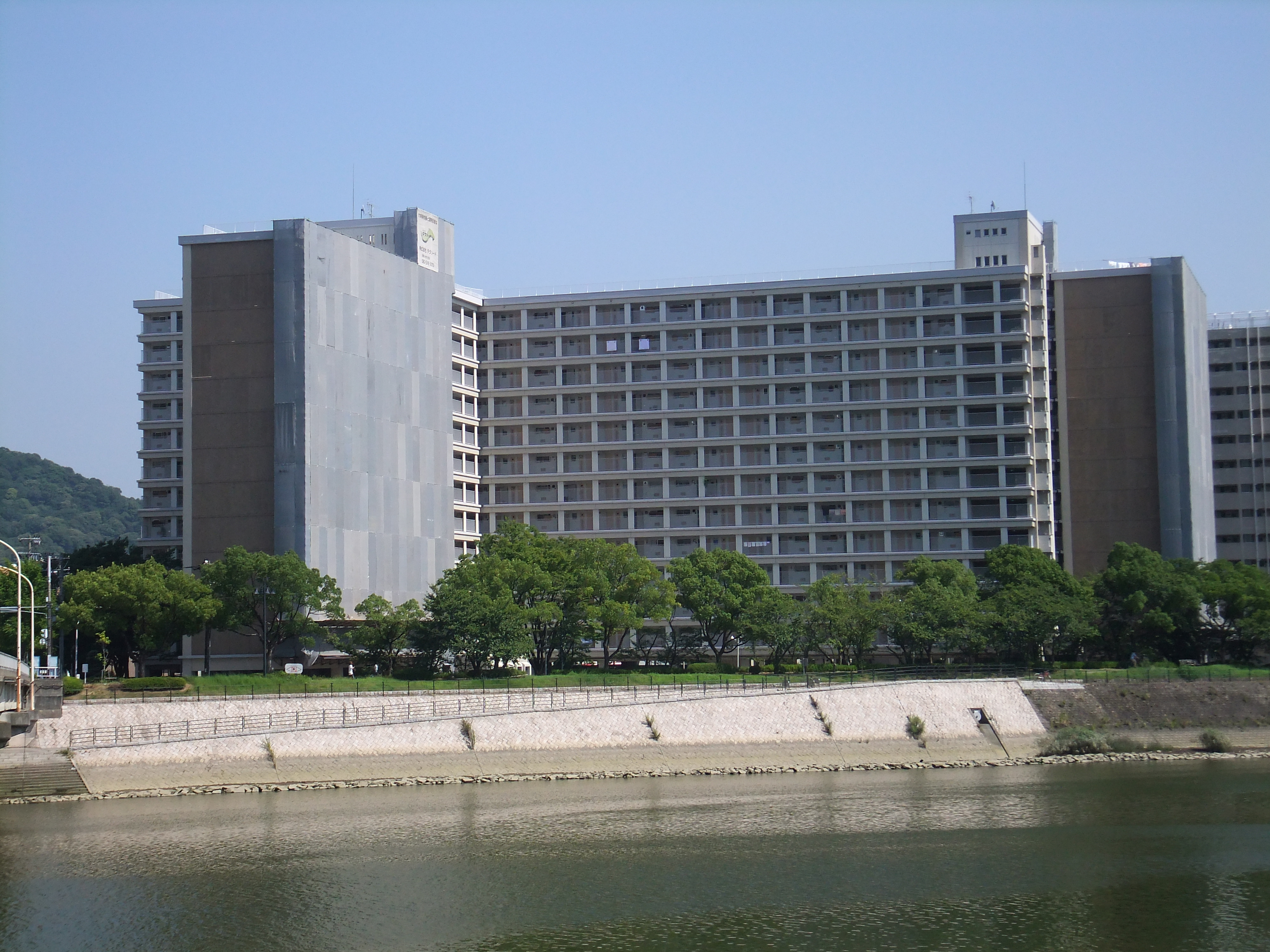
長寿園団地分譲住宅 （広島県住宅供給公社）